# Bundespolizei (Deutschland)

Hoheitszeichen der Bundespolizei ab 2005

Polizeistern

Die Bundespolizei (kurz BPOL) ist in Deutschland eine Polizei des Bundes (neben dem Bundeskriminalamt und der Polizei beim Deutschen Bundestag) im Geschäftsbereich des Bundesministeriums des Innern (BMI), die in bundeseigener Verwaltung geführt wird. Rechtsgrundlage ist das Bundespolizeigesetz (BPolG). Die Bundespolizei nimmt viele spezialpolizeiliche Aufgaben wahr: Ihr obliegt beispielsweise der Grenzschutz, Aufgaben der Bahnpolizei und im Bereich der Luftsicherheit sowie der Schutz von Bundesorganen. Zudem stellt sie die Bundesbereitschaftspolizei.
Die Bundespolizei hieß bis zur Umbenennung am 1. Juli 2005 Bundesgrenzschutz (BGS). Sie ist die deutsche Polizeibehörde mit den meisten Polizeivollzugsbeamten.

## Geschichte

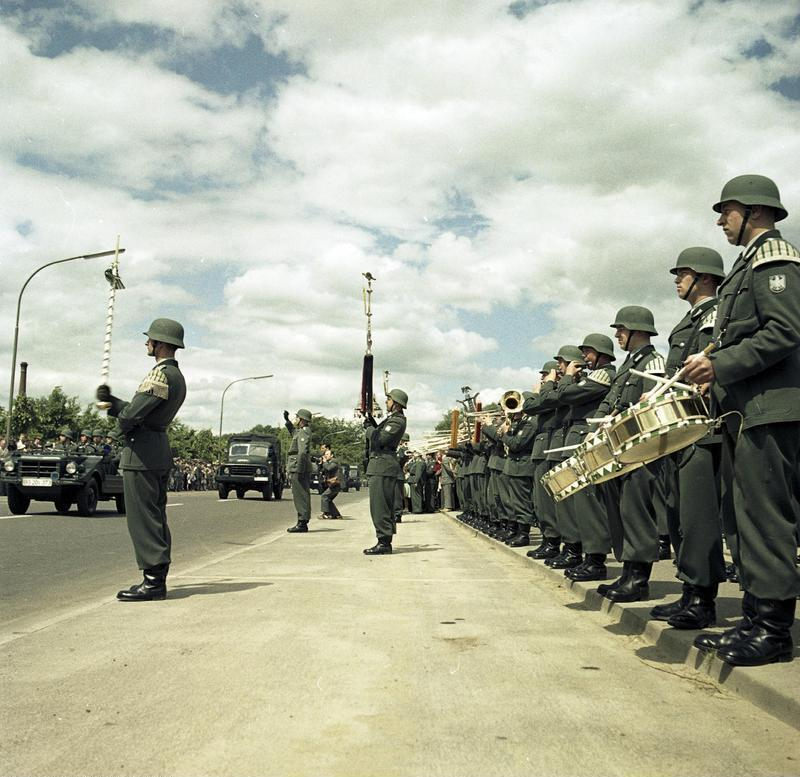
Musikkorps des Bundesgrenzschutzes (BGS), 1961

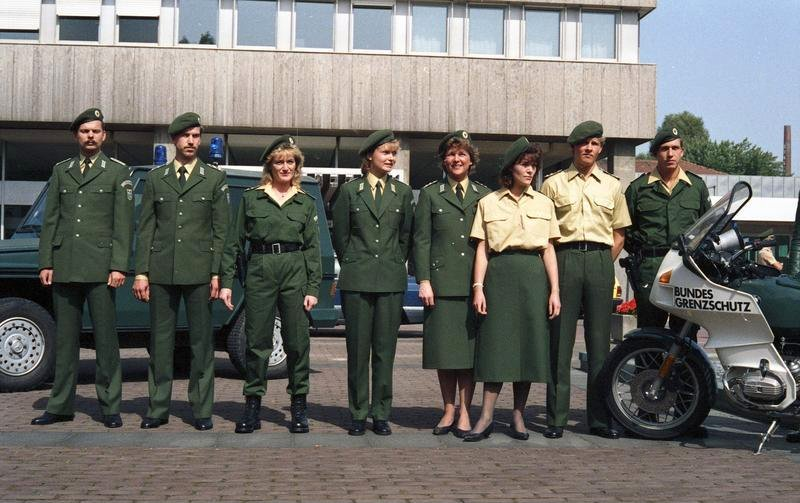
Beamte des Bundesgrenzschutzes (BGS), 1987

Die Bundespolizei ist die Nachfolgeorganisation des Bundesgrenzschutzes, dessen Anfänge in die Gründungsphase der Bundesrepublik zurückgehen. Am 16. März 1951 trat das Gesetz über den Bundesgrenzschutz und die Einrichtung von Bundesgrenzschutzbehörden in Kraft. Der Verabschiedung des ersten Bundesgrenzschutzgesetzes (BGSG) im Jahr 1951 gingen umfangreiche sicherheitspolitische Überlegungen sowie eine komplexe Rechtsgestaltungsphase voraus, welche in der Wissenschaft als Bundespolizei-Kontroverse bezeichnet wird. Die Bundespolizei-Kontroverse wird zum einen vorrangig von einem Meinungsstreit über die verfassungsrechtlichen Grundlagen für die Errichtung von bundeseigenen Polizeikräften bestimmt und zum anderen geprägt durch die sicherheitspolitische Ausgangslage der jungen Bundesrepublik.
Die treibende Kraft im Vorfeld der Gründung des Bundesgrenzschutzes war der erste Bundeskanzler der Bundesrepublik Deutschland, Konrad Adenauer. Dieser stellte bereits wenige Monate nach Inkrafttreten des Grundgesetzes, in der Kabinettssitzung vom 8. November 1949, sein Bedürfnis nach einer Bundespolizei heraus. Adenauer forderte ausdrücklich die Errichtung einer Bundespolizei (nicht Bundesgrenzschutz). Sein Ziel bestand, insbesondere aufgrund des Fehlens von kasernierten Polizeieinheiten sowie von Streitkräften, in einem strategischen Sicherheitsgewinn für die Bundesrepublik „durch die Bildung einer Bundespolizei“.
Adenauers Forderungen nach einer Bundespolizei fanden insbesondere Grundlage im sogenannten Polizeibrief. Bei dem als Polizeibrief bezeichneten Dokument handelt es sich um ein Memorandum der Alliierten Hohen Kommission vom 14. April 1949, welches dem Parlamentarischen Rat in der Endphase seiner Tätigkeit zuging. Gemäß dem Polizeibrief wurde der Bund unter anderem ermächtigt, Organe („Bundespolizeibehörden“) zur Überwachung des Personenverkehrs an der Grenze einzurichten.
Die hierfür notwendige Ausschließliche Gesetzgebungskompetenz des Bundes formulierte der Parlamentarische Rat in Art. 73 Abs. 1 Nr. 5 GG. Teilweise sahen die Vertreter der Länder in dieser Vorschrift zwar einen Eingriff in ihre Polizeihoheit, nahmen die Änderung des Grundgesetzentwurfes jedoch letztendlich an. In dem Zeitraum zwischen der Forderung Adenauers nach einer Bundespolizei am 8. November 1949 und dem Inkrafttreten des Gesetzes über den Bundesgrenzschutz am 16. März 1951 erfolgte auf Ministeriumsebene eine sogenannte Rechtsfindungsphase, in welcher verschiedene verfassungsrechtliche Möglichkeiten für die Errichtung einer Polizei auf Bundesebene (die Bezeichnung war zu diesem Zeitpunkt noch nicht festgelegt) geprüft wurden. Die Bundesregierung entschied im November 1950 auf Vorschlag des damaligen Bundesinnenministers, Robert Lehr, dass die von Bundeskanzler Adenauer geforderten Sicherheitskräfte auf Grundlage von Art. 73 Abs. 1 Nr. 5 GG errichtet werden und die Bezeichnung Bundesgrenzschutz tragen sollen. Die Aufgaben des Bundesgrenzschutzes sollten insbesondere in der Sicherung des Bundesgebietes gegen verbotene Grenzübertritte und der Abwehr sonstiger, die Sicherheit der Grenzen gefährdende Störungen der öffentlichen Ordnung, liegen.
Aufgrund der alliierten Vorbehaltsrechte war unabhängig von der Frage nach der verfassungsrechtlichen Grundlage zur Errichtung von bundeseigenen Polizeikräften die Zustimmung der Alliierten Hohen Kommission notwendig. Adenauer bemühte sich bereits frühzeitig um das erforderliche Einverständnis und richtete hierzu am 28. April 1950 ein Schreiben an den geschäftsführenden Vorsitzenden der Alliierten Hohen Kommission, Brian Robertson, 1. Baron Robertson of Oakridge, mit der konkretisierten Forderung von deutscher Seite, eine Bundespolizei errichten zu können. Adenauer betonte in diesem Schreiben, dass die Bundesrepublik auf lange Sicht nur bestehen könne, wenn sie über eine eigene Polizeitruppe verfüge.
Die Alliierten stimmten der Bildung einer Bundespolizei zu diesem Zeitpunkt jedoch nicht zu. Das Gesetz zur Errichtung des Bundesgrenzschutzes wurde jedoch am 15. Februar 1951 von der Alliierten Hohen Kommission gebilligt, sodass dieses am 16. März 1951 in Kraft treten konnte.
Im Bundesgrenzschutzgesetz des Jahres 1972 wurde der BGS als eine Polizei des Bundes bezeichnet. Im Rahmen des Schengener Abkommens und mit der deutschen Wiedervereinigung im Jahr 1990 änderte sich das Einsatzspektrum des BGS grundlegend, grenzpolizeiliche Aufgaben gingen stark zurück, bahnpolizeiliche und Flughafensicherungsaufgaben kamen hinzu. 1994 trat das neugefasste Bundesgrenzschutzgesetz in Kraft, mit dem Angehörige des BGS auch den Kombattantenstatus verloren.
Im Jahr 1998 kam es zu einem Normenkontrollverfahren im Hinblick darauf, ob der BGS die Aufgaben der Bahnpolizei und Sicherung der Flughäfen im Jahr 1990 übernehmen durfte, was letztendlich bestätigt wurde. In ihrer Entscheidung benutzten die Richter des Bundesverfassungsgerichts zur Beschreibung der Aufgaben des BGS die Begriffe Sonderpolizei, Polizei mit begrenzten Aufgaben und schließlich Polizei des Bundes. Wesentlich in dieser Entscheidung ist auch der sogenannte Polizeibrief der westalliierten Militärgouverneure vom 14. April 1949, in dem die Besatzungsmächte dem Bund die Errichtung bestimmter Bundespolizeibehörden gestatteten. Mit dem Urteil wurde ebenfalls deutlich gemacht, dass die Übernahme spezieller polizeilicher Aufgaben nicht gegen Art. 30 GG verstoße.
Im Jahr 2005 strebte die Rot-grüne Koalition unter Bundeskanzler Gerhard Schröder und Bundesinnenminister Otto Schily die endgültige Umbenennung an. Dies führte zu einer intensiven politischen Diskussion besonders auch zwischen den Ländern und dem Bund. Anlassgebend war zum einen die Sorge der Länder, dass der Bund versuche, länderpolizeiliche Kompetenzen zu übernehmen, was dieser bestritt, zum anderen sicherlich auch eine unterschiedliche Interpretation des Polizeibegriffes.
Auch innerpolizeilich wurde intensiv diskutiert.
Letztendlich stimmte der Bundestag mehrheitlich für den Antrag der Bundesregierung, und der Bundesgrenzschutz wurde zum 1. Juli 2005 in Bundespolizei umbenannt. Eine Aufgabenerweiterung war damit nicht verbunden, es wurde lediglich in allen Gesetzen, in denen das Wort Bundesgrenzschutz vorkam, dieses durch Bundespolizei ersetzt. Der Bundesrat hat auf die Anrufung des Vermittlungsausschusses verzichtet.
Die im Frühjahr 2010 von Bundesinnenminister Thomas de Maizière eingesetzte Kommission zur Evaluierung der Sicherheitsbehörden des Bundes (Bundespolizei, Bundeskriminalamt und Bundeszollverwaltung), unter der Leitung des ehemaligen Präsidenten des Bundesamtes für Verfassungsschutz, Eckart Werthebach, gab Anfang Dezember 2010 in ihrem Bericht die Empfehlung, Bundespolizei und Bundeskriminalamt zu einer Polizei des Bundes unter dem Namen Bundespolizei (neu) zusammenzufassen. Die Bundeszollverwaltung sollte außen vor bleiben. De Maizière bezeichnete den Vorschlag der Kommission als überzeugend, bedenkenswert und verfolgenswert. BKA-Präsident Jörg Ziercke und die Innenminister der Länder waren mit diesem Vorhaben allerdings nicht einverstanden. Eine Zusammenlegung bis 2013 war geplant. Jedoch entschied Bundesinnenminister Hans-Peter Friedrich, der am 3. März 2011 zum Bundesinnenminister ernannt wurde, dass es eine Fusion von Bundespolizei und Bundeskriminalamt nicht geben werde. Lediglich eine bessere Zusammenarbeit bei der Telekommunikationsüberwachung und Ausbildung war angedacht.

## Aufgaben
Die Aufgaben der Bundespolizei sind im Bundespolizeigesetz (BPolG) geregelt. Grundlage ist das zum 1. Juli 2005 durch Art. 1 des Gesetzes zur Umbenennung des Bundesgrenzschutzes in Bundespolizei umbenannte Bundesgrenzschutzgesetz.
Die Aufgaben sind aufgrund des Föderalismus und der damit verbundenen grundsätzlichen Zuständigkeit der Länder begrenzt und im Abschnitt 1 des BPolG abschließend aufgeführt:
- Sicherung eigener Einrichtungen, Behörden und Verbände
- Schutz privater Rechte, wenn gerichtlicher Schutz nicht gewährleistet ist
- Grenzpolizeilicher Schutz des Bundesgebietes (Grenzschutz): Polizeiliche Kontrolle des grenzüberschreitenden Verkehrs einschließlich der Überprüfung der Grenzübertrittspapiere und der Berechtigung zum Grenzübertritt sowie der Grenzfahndung; die Abwehr von Gefahren, die die Sicherheit der Grenzen beeinträchtigen, im Grenzgebiet bis zu einer Tiefe von 30 km und von der seewärtigen Begrenzung an bis zu einer Tiefe von 50 km
- Aufgaben der Bahnpolizei[33]
- Schutz vor Angriffen auf die Sicherheit des Luftverkehrs
- Aufrechterhaltung oder Wiederherstellung der Sicherheit oder Ordnung an Bord deutscher Luftfahrzeuge (Flugsicherheitsbegleiter)
- Schutz von Verfassungsorganen des Bundes und von Bundesministerien
- Aufgaben auf See (Küstenwache)
- polizeiliche Aufgaben im Notstands- und Verteidigungsfall
- Mitwirkung an polizeilichen Aufgaben im Ausland unter Verantwortung der Vereinten Nationen (UN), der Europäischen Union oder anderer internationaler Organisationen
- Unterstützung des Vollzugsdienstes der Polizei beim Deutschen Bundestag
- Unterstützung des Auswärtigen Amtes zum Schutz deutscher diplomatischer und konsularischer Vertretungen im Ausland
- Unterstützung des Bundeskriminalamtes im Schutz- und Begleitdienst (Personenschutz)
- Unterstützung des Bundesamtes für Verfassungsschutz auf dem Gebiet der Funktechnik (§ 10 BPolG)
- Unterstützung der Polizeien der Bundesländer im Rahmen der Amtshilfe
- Hilfeleistung bei Katastrophen und besonderen Unglücksfällen einschließlich Luftrettungsdienst
- Verfolgen von Straftaten und Ordnungswidrigkeiten im Aufgabenbezug (§ 12 BPolG)

Darüber hinaus ist die Bundespolizei am Zulassungsverfahren für Bewachungsunternehmen auf Seeschiffen beteiligt. Seit dem 1. Juli 2015 schützt die Bundespolizei zudem die Zentrale der Deutschen Bundesbank in Frankfurt (§ 5 BPolG).
Ein wichtiges Betätigungsfeld der Bundespolizei ist die Bekämpfung der organisierten oder überörtlich tätigen Kriminalität insbesondere im Schleusungswesen (Verstöße gg. § 96, § 97 AufenthG) durch die Bundespolizeiinspektionen Kriminalitätsbekämpfung (BPOLI KB). Diese Dienststellen bestehen aus einer Führungsgruppe, Kriminaltechnischer Dienst, Aufklärungs- und Fahndungskräfte PMK, Ermittlungsdienst und einer Mobilen Fahndungseinheit. Die Mobile Fahndungseinheit ist in der Öffentlichkeit wenig bekannt. Von den neun verschiedenen MFEen, die es bundesweit gibt, operieren die meisten sehr individuell. Einige ähneln den Mobilen Einsatzkommandos (MEK) der Polizeien der Länder und verantworten auch Festnahmen grundsätzlich selber, andere arbeiten nur im absoluten Ausnahmefall offen und überlassen die eigentlichen Festnahmen uniformierten Polizeibeamten (zum Beispiel den Beweissicherungs- und Festnahmeeinheiten), um ihre Tarnung bei öffentlich sichtbaren Einsätzen nicht zu gefährden.
Ein weiteres Betätigungsfeld sind Maßnahmen bei der An- und Abreise bahnreisender Fußballfans im Zusammenhang mit Fußballveranstaltungen bei der Wahrnehmung der Aufgabe Bahnpolizei. Nach der Ligareform des DFB wurde mit Beginn der Spielzeit 2008/09 die 3. Fußball-Liga als weitere bundesweite Spielklasse aufgenommen. Zur Eindämmung der Gewalt bei Sportveranstaltungen (insbesondere Fußballveranstaltungen) hat die Bundespolizei eine Strategie entwickelt, die seit der Spielsaison 2009/2010 Anwendung findet. Sie basiert auf der Rahmenanweisung zur polizeilichen Lagebewältigung anlässlich Fußballreiseverkehr, die seit September 2008 bei der Bundespolizei gültig ist.
Seit Oktober 2019 erhebt die Bundespolizei Gebühren für Gebührentatbestände nach BPolG und VwVG auf Grundlage der Besonderen Gebührenverordnung des BMI. Die Gebührensätze wurden durch das Statistische Bundesamt ermittelt.

## Personal
Nachdem die Bundespolizei in Folge von Einsparungen und Konsolidierungsmaßnahmen im Jahr 2014 einen Tiefstand von 37.995 Stellen verzeichnete, steigt das Personal nun jährlich wieder an. Zum 31. Dezember 2023 verfügte die Bundespolizei über mehr als 54.000 Beschäftigte.
| Jahr | Polizeibeamte | Verwaltungsbeamte/Tarifbeschäftigte | Polizeianwärter | Auszubildende | Gesamt |
| ---- | ------------- | ----------------------------------- | --------------- | ------------- | ------ |
| 2017 | 30.866        | 7.310                               | 6.035           | 309           | 44.520 |
| 2018 | 31.442        | 7.536                               | 7.218           | 303           | 46.499 |
| 2019 | 32.874        | 7.420                               | 7.819           | 296           | 48.409 |
| 2020 | 34.324        | 8.330                               | 8.500           | 287           | 51.441 |
| 2021 | 35.686        | 8.723                               | 9.286           | 292           | 53.987 |
| 2022 | 35.720        | 8.720                               | 9.280           | 290           | 54.000 |
| 2023 | 39.089        | 2.543                               | 6.796           | 265           | 54.723 |
| 2024 | 40.654        | 8.632                               | 5.425           | 266           | 54.977 |

## Organisation
Die Bundespolizei gliedert sich in das Bundespolizeipräsidium an ihrer Spitze und, diesem unmittelbar nachgeordnet, die Bundespolizeiakademie und elf Bundespolizeidirektionen.

### Bundespolizeipräsidium
Das Bundespolizeipräsidium (BPOLP) ist eine Bundesoberbehörde mit Sitz in Potsdam und weiteren Standorten, die dem Bundesministerium des Innern unmittelbar nachgeordnet ist. Es übt die Dienst- und Fachaufsicht über die restliche Bundespolizei aus und ist auch für die polizeilich-strategische Steuerung zuständig. Es wird vom Präsidenten des Bundespolizeipräsidiums Dieter Romann sowie seinen beiden Vizepräsidenten Thomas J. Plank und Peter Beiderwieden geleitet. Es gliedert sich in acht Abteilungen und hat 4300 Mitarbeiter, davon 800 in Potsdam.

### Bundespolizeiakademie

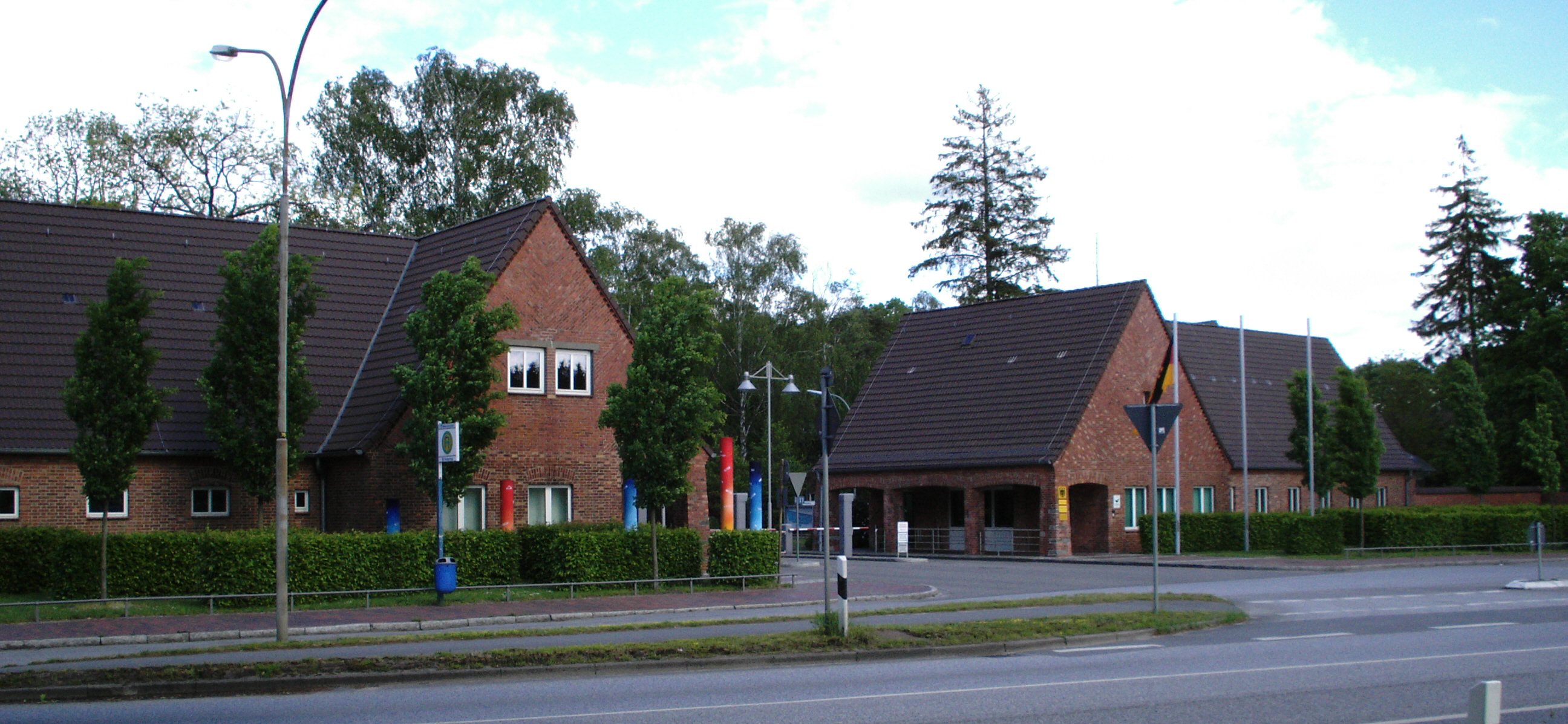
Haupttor der Bundespolizeiakademie in Lübeck

Die Bundespolizeiakademie (BPOLAK) in Lübeck ist die zentrale Aus- und Fortbildungsstätte des mittleren, gehobenen und höheren Polizeivollzugsdienstes in der Bundespolizei sowie für die weitere fachspezifische Fortbildung. Sie gilt als die Wiege der Bundespolizei, da nach Gründung des damaligen Bundesgrenzschutzes am 16. März 1951 die ersten Beamten als sogenanntes Rahmenpersonal die Unterkunft bezogen. Neben dem Hauptstandort Lübeck-St.-Hubertus (Liegenschaft Dr. Robert Lehr) befinden sich weitere Bereiche der Bundespolizeiakademie in der Liegenschaft Falkenfeld (Schwartauer Landstraße).
Der höhere Polizeivollzugsdienst der BPOL studiert ab dem zweiten Masterstudienjahr gemeinsam mit dem höheren Kriminaldienst des BKA an der Deutschen Hochschule der Polizei (DHPOL).
Der Bundespolizeiakademie sind nachgeordnet:
- Aus- und Fortbildungszentren (BPOLAFZ): Neustrelitz (NZ), Walsrode (WAL), Oerlenbach (OEB), Swisttal (SWT), Diez (DIZ), Eschwege (ESW) und Bamberg (BA)
- Bundespolizeiausbildungsstätten (BPOLAST): Bielefeld (BI), Rotenburg an der Fulda (ROF) (temporär, 1. September 2021 – 1. September 2023 eingerichtete Ausbildungsstätten)
- Diensthundeschulen in Neuendettelsau und Bleckede
- die Bundespolizeisportschule Bad Endorf (BPOLSPSCH END) für Wintersportarten und die Bundespolizeisportschule Kienbaum (BPOLSPSCH KBM) für Sommersportarten (bis September 2011 in Cottbus)
- das Bundespolizeitrainingszentrum Kührointhaus (BPOLTZK)
- Hochschule des Bundes für öffentliche Verwaltung, Fachbereich Bundespolizei (HS Bund, FB BPOL)

### Bundespolizeidirektionen
Dem Bundespolizeipräsidium (Bundesoberbehörde) sind die Bundespolizeidirektionen Berlin, Pirna, München, Stuttgart, Flughafen Frankfurt, Koblenz, Sankt Augustin, Bad Bramstedt und Hannover sowie die Direktion Bundesbereitschaftspolizei und Bundespolizeidirektion 11 nachgeordnet.
Den Bundespolizeidirektionen (Bundesunterbehörde) sind – mit Ausnahme der Bundesbereitschaftspolizei und der Direktion 11 – jeweils mehrere Bundespolizeiinspektionen (BPOLI), insgesamt 78, nachgeordnet. Diesen können wiederum Bundespolizeireviere (BPOLR), insgesamt 143, nachgeordnet sein. Jeder Bundespolizeidirektion ist zudem jeweils eine Mobile Kontroll- und Überwachungseinheit (MKÜ) und eine Bundespolizeiinspektion Kriminalitätsbekämpfung (BPOLI KB) angegliedert. BPOLI und BPOLR sind keine eigenen Behörden, sondern nur unselbstständige Untergliederungen.

#### BPOLD Berlin

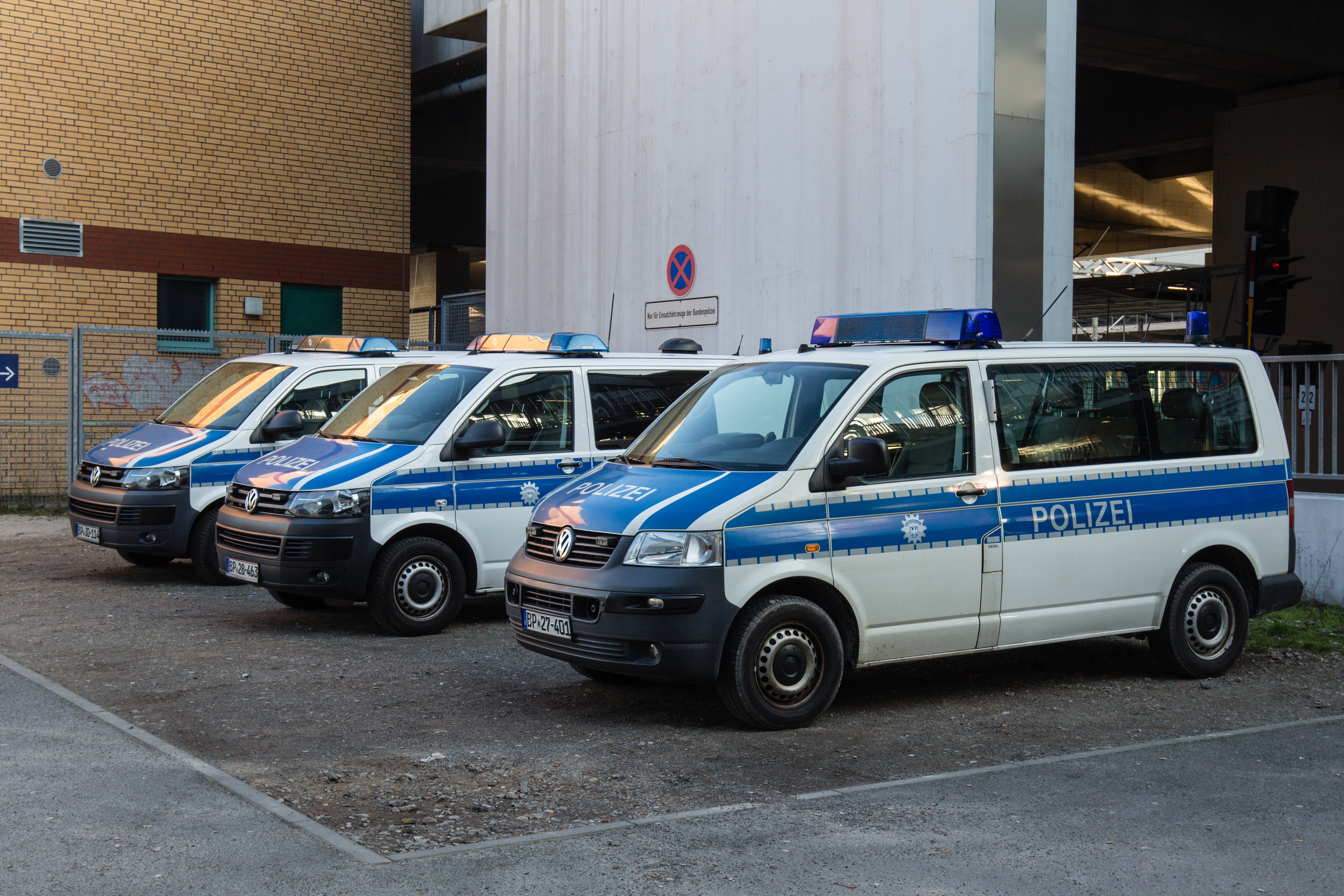
Streifenwagen der Bundespolizeidirektion Berlin am Bahnhof Berlin-Südkreuz

Der Zuständigkeitsbereich der Bundespolizeidirektion Berlin mit Sitz in Berlin erstreckt sich auf die Länder Berlin und Brandenburg.
Ihr sind zwölf Bundespolizeiinspektionen nachgeordnet, unter anderem die 2002 eingerichtete Bundespolizeiinspektion Polizeiliche Sonderdienste, zu der auch die Reiterstaffel der Bundespolizei in Stahnsdorf bei Berlin gehört.
Besondere Bedeutung kommt der Bundespolizeidirektion Berlin deshalb zu, da ihr der Schutz von Bundesorganen wie dem Bundespräsidialamt, dem Bundeskanzleramt, dem Auswärtigen Amt, dem Bundesministerium der Justiz und dem Bundesministerium des Innern obliegt.

#### BPOLD Pirna

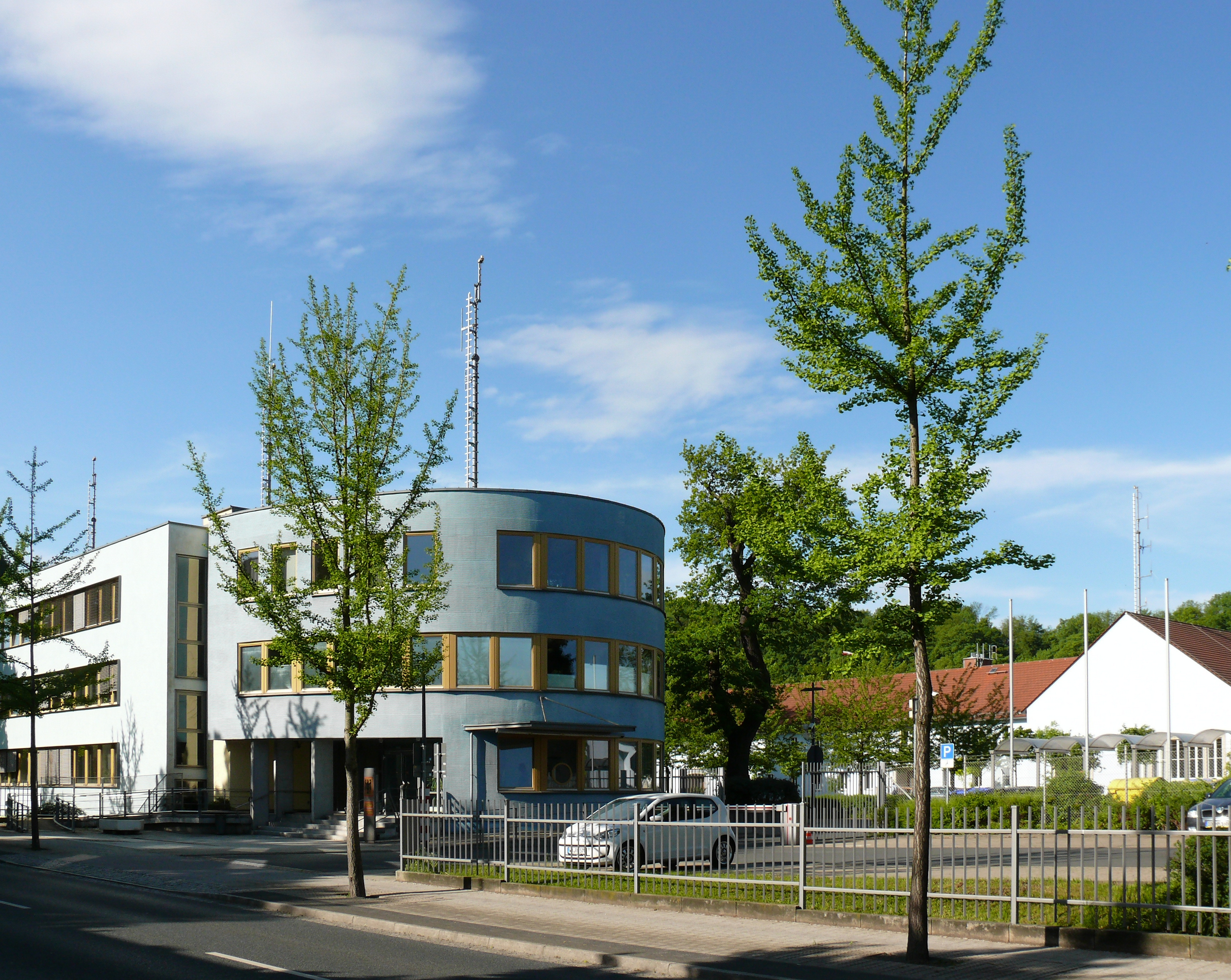
Hauptgebäude und Einfahrt der BPOLD Pirna

Der Zuständigkeitsbereich der Bundespolizeidirektion Pirna erstreckt sich auf die Länder Sachsen, Sachsen-Anhalt und Thüringen. Ihr nachgeordnet sind zehn Bundespolizeiinspektionen, davon jeweils eine in den Ländern Thüringen (Erfurt) und Sachsen-Anhalt (Magdeburg). Sieben Inspektionen befinden sich in Sachsen: Leipzig, Klingenthal, Chemnitz, Berggießhübel (ehemals Altenberg), Dresden, Ebersbach und Ludwigsdorf (bei Görlitz). Der Hauptsitz der Bundespolizeiinspektion Kriminalitätsbekämpfung befindet sich in Halle (Saale), die Außenstelle in Dresden.
Der grenzpolizeiliche Aufgabenbereich erstreckt sich auf 139 Kilometer Grenzlänge zu Polen und 453 Kilometer Grenzlänge zur Tschechischen Republik sowie auf die stationäre Grenzkontrolle an den Flughäfen und Verkehrslandeplätzen. Auf den Flughäfen Erfurt-Weimar, Leipzig/Halle und Dresden werden auch Luftsicherheitsaufgaben wahrgenommen.
Ihr bahnpolizeilicher Aufgabenbereich (nur Bahnanlagen des Bundes bzw. der DB Station&Service AG und Schienenfahrzeuge der Deutschen Bahn AG) erstreckt sich auf 7800 Bahnkilometer und 1365 Bahnhöfe bzw. Haltepunkte der Deutschen Bahn AG.
Des Weiteren verfügt die BPOLD Pirna über sechs MKÜ-Einsatzzüge, die im Direktionsbereich auf die Standorte Leipzig (3 Züge), Chemnitz (1 Zug), Dresden (1 Zug) und Löbau (1 Zug) verteilt sind. Diese werden hauptsächlich zur Bewältigung polizeilicher Großlagen (Fußball- und Demonstrationseinsätze) eingesetzt, aber auch zur Unterstützung der Einzeldienststellen.

#### BPOLD München
Der Zuständigkeitsbereich der Bundespolizeidirektion München mit Sitz in München erstreckt sich auf das Land Bayern.
Im Zuständigkeitsbereich befinden sich zwölf Inspektionen mit insgesamt 21 nachgeordneten Revieren. Drei Inspektionen sind in der Landeshauptstadt angesiedelt: die Bundespolizeiinspektion München mit Sitz am Hauptbahnhof, die Bundespolizeiinspektion Flughafen und die Bundespolizeiinspektion Kriminalitätsbekämpfung. Die übrigen Inspektionsstandorte sind Nürnberg und Würzburg sowie entlang der deutsch-tschechischen bzw. deutsch-österreichischen Grenze Selb, Waidhaus, Waldmünchen, Passau und Rosenheim; sowie seit 1. November 2017 Freilassing und Kempten.
Die Direktion ist grenzpolizeilich für rund 360 Kilometer Grenzlänge zur Tschechischen Republik sowie 815 Grenzkilometer zu Österreich verantwortlich. Die bahnpolizeiliche Verantwortung der Bundespolizeidirektion München erstreckt sich auf mehr als 1100 Bahnhöfe und Haltepunkte sowie über 6200 Bahnkilometer im Freistaat Bayern. Mit mehr als 1820 zu betreuenden Bahnkilometern, darunter auch die Schnellfahrstrecke Nürnberg–Ingolstadt, ist die Bundespolizeiinspektion Nürnberg, zu der auch die Bundespolizeireviere in Augsburg, Ansbach und Ingolstadt gehören, die Bundespolizeiinspektion mit dem flächenmäßig größten bahnpolizeilichen Zuständigkeitsbereich in Bayern.
Grenz- und bahnpolizeilich zuständig vom Berchtesgadener Land bis zur Bodenseeregion sind
- die Bundespolizeiinspektion Freilassing mit dem Bundespolizeirevier in Mühldorf am Inn
- die Bundespolizeiinspektion Rosenheim mit dem Bundespolizeirevier in Garmisch-Partenkirchen
- die Bundespolizeiinspektion Kempten mit den Bundespolizeirevieren in Lindau und Weilheim.[49]

#### BPOLD Stuttgart
Der Zuständigkeitsbereich der Bundespolizeidirektion Stuttgart mit Sitz in Böblingen (in der ehemaligen Wildermuth-Kaserne) erstreckt sich auf das Land Baden-Württemberg. Neben den Bundespolizeiinspektionen Stuttgart, Konstanz, Weil am Rhein, Offenburg und Karlsruhe gehören die Bundespolizeiinspektion Flughafen Stuttgart und eine Bundespolizeiinspektion Kriminalitätsbekämpfung mit Sitz in Böblingen zur Bundespolizeidirektion Stuttgart. Diese Dienststellen werden unterstützt von einer Mobilen Kontroll- und Überwachungseinheit (MKÜ). Diese Einheit wird von Sindelfingen aus geführt und besteht derzeit aus sechs MKÜ-Zügen. Hiervon haben zwei ihren Sitz in Sindelfingen und Karlsruhe und zusätzlich befindet sich jeweils ein Zug in Radolfzell und Freiburg. Während die Bundespolizeiinspektionen Konstanz, Weil am Rhein und Offenburg überwiegend grenzpolizeiliche Aufgaben im 30-km-Bereich hinter der deutsch-schweizerischen bzw. deutsch-französischen Grenze wahrnehmen, sind die Bundespolizeiinspektionen Stuttgart und Karlsruhe überwiegend bahnpolizeilich tätig. Die Bundespolizeiinspektion Karlsruhe gewährleistet darüber hinaus den Schutz des Bundesverfassungsgerichtes. Mit der Landespolizei Baden-Württemberg und der Bundeszollverwaltung ist die Bundespolizeidirektion Stuttgart in einer Sicherheitskooperation Baden-Württemberg (SiKo) verbunden. Weitere wichtige Kooperationspartner sind das Bundesamt für Zoll und Grenzsicherheit (BAZG), die Kantonspolizei der an die Bundesrepublik grenzenden Schweizer Kantone, die Police aux Frontières (PAF), die Gendarmerie nationale (GN) sowie die Deutsche Bahn AG, mit der die Bundespolizei in einer Ordnungspartnerschaft (OPA) verbunden ist.

#### BPOLD Flughafen Frankfurt

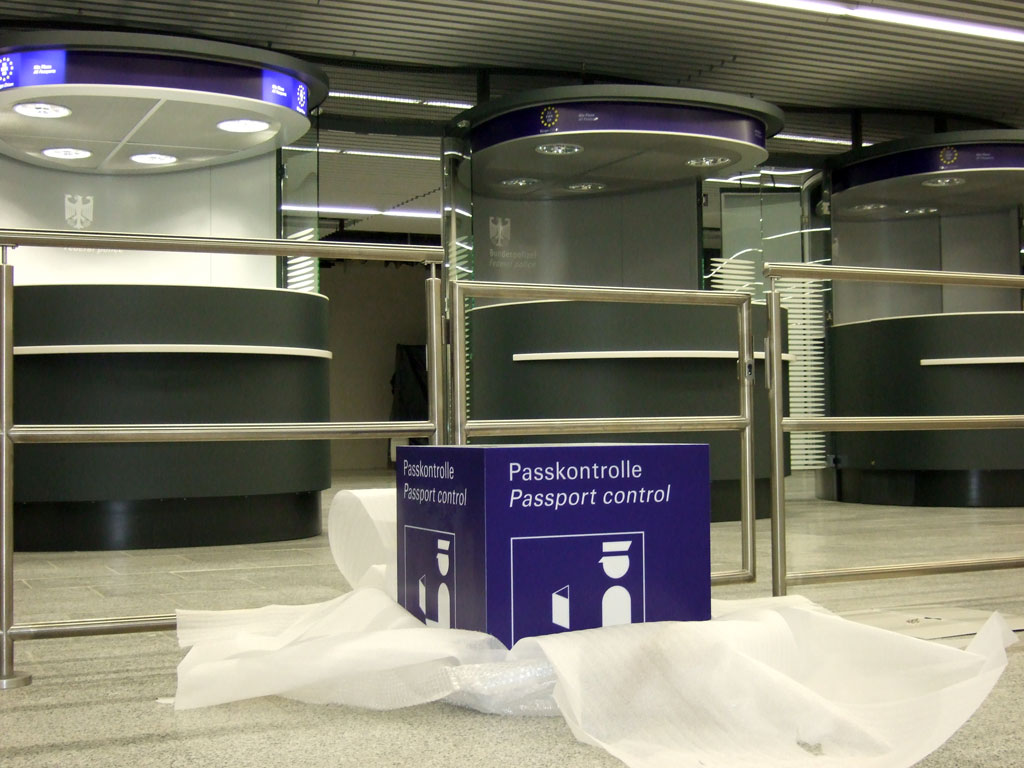
Kontrollstelle der Bundespolizei am Frankfurter Flughafen (bei der Eröffnung)

Der Zuständigkeitsbereich der Bundespolizeidirektion Flughafen Frankfurt/Main erstreckt sich auf den Flughafen Frankfurt Main. Der Direktion sind momentan sechs Inspektionen nachgeordnet; aufgrund des weiteren Ausbaus des Flughafens dürfte sich auch die Anzahl der Inspektionen aber weiter erhöhen. Bis zur Übernahme der Aufgabe durch die neu geschaffene Bundespolizeidirektion 11 am 1. August 2017 war die Bundespolizeidirektion Flughafen Frankfurt im gesamten Bundesgebiet zuständig für die Wahrnehmung von Aufgaben nach § 4a BPolG (Flugsicherheitsbegleiter).

#### BPOLD Koblenz
Der Zuständigkeitsbereich der Bundespolizeidirektion Koblenz erstreckt sich auf die Länder Rheinland-Pfalz, Hessen (mit Ausnahme des Flughafens Frankfurt) und Saarland.
Ihr sind die Bundespolizeiinspektionen Kassel (Reviere Fulda und Gießen), Frankfurt am Main (Reviere Wiesbaden, Darmstadt, Limburg und Hanau), Trier (Reviere Koblenz, Flughafen Hahn und Prüm), Kaiserslautern (Reviere Mainz, Bad Kreuznach, Bienwald und Neustadt an der Weinstraße), Saarbrücken (Reviere Saarbrücken Goldene Bremm, Flughafen Saarbrücken, Neunkirchen und Perl), Bundespolizeiinspektion Deutsche Bundesbank in Frankfurt, Bundespolizeiinspektion Kriminalitätsbekämpfung in Frankfurt mit einer Außenstelle in Bexbach und eine Mobile Kontroll- und Überwachungseinheit (MKÜ) an den Dienstorten Koblenz, Bexbach und Rüsselsheim nachgeordnet.

#### BPOLD Sankt Augustin

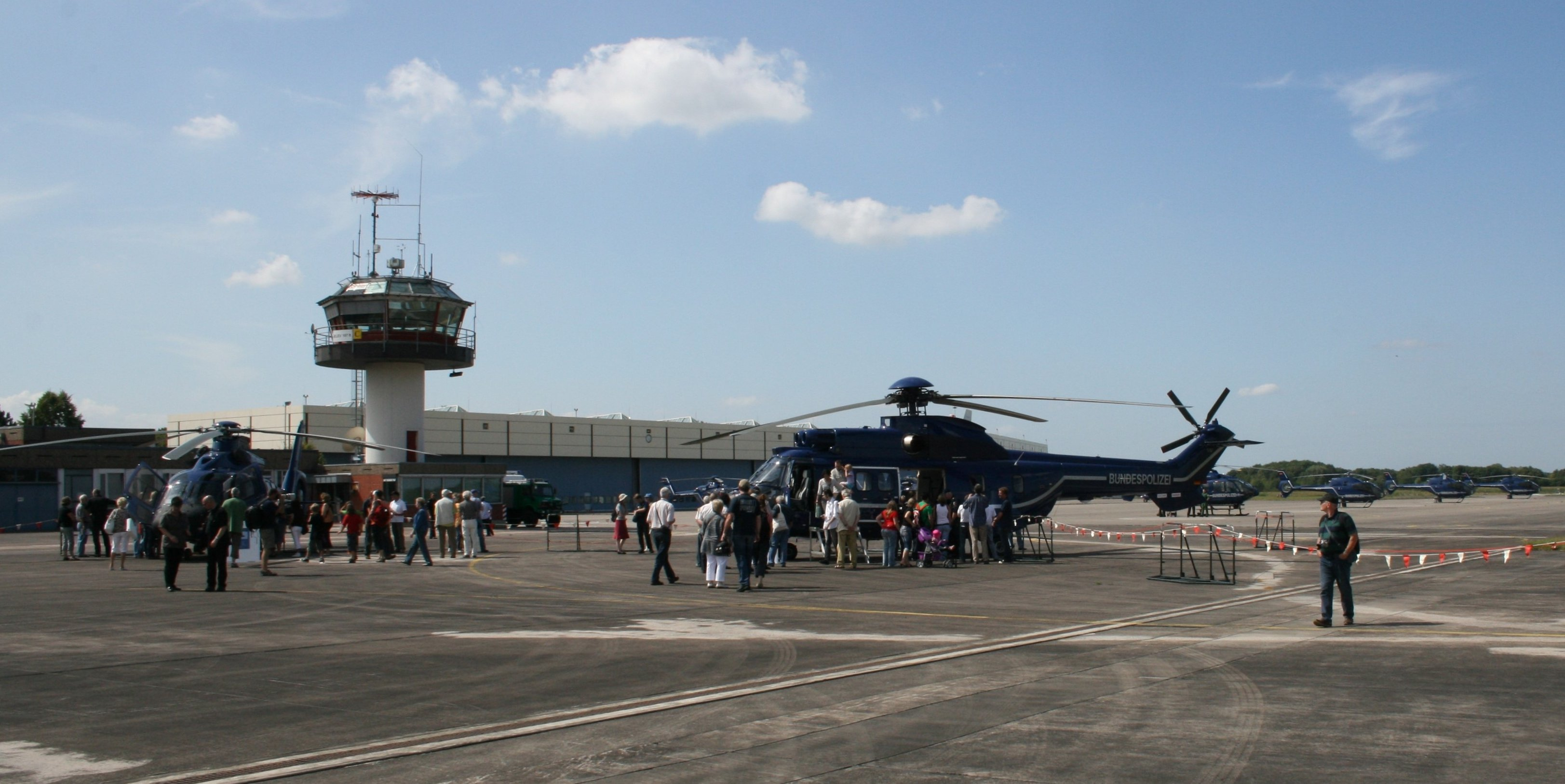
Tower und Hangars mit Helikoptern der Bundespolizei-Fliegergruppe auf dem Flugplatz Bonn/Hangelar in Sankt Augustin-Hangelar, 2009

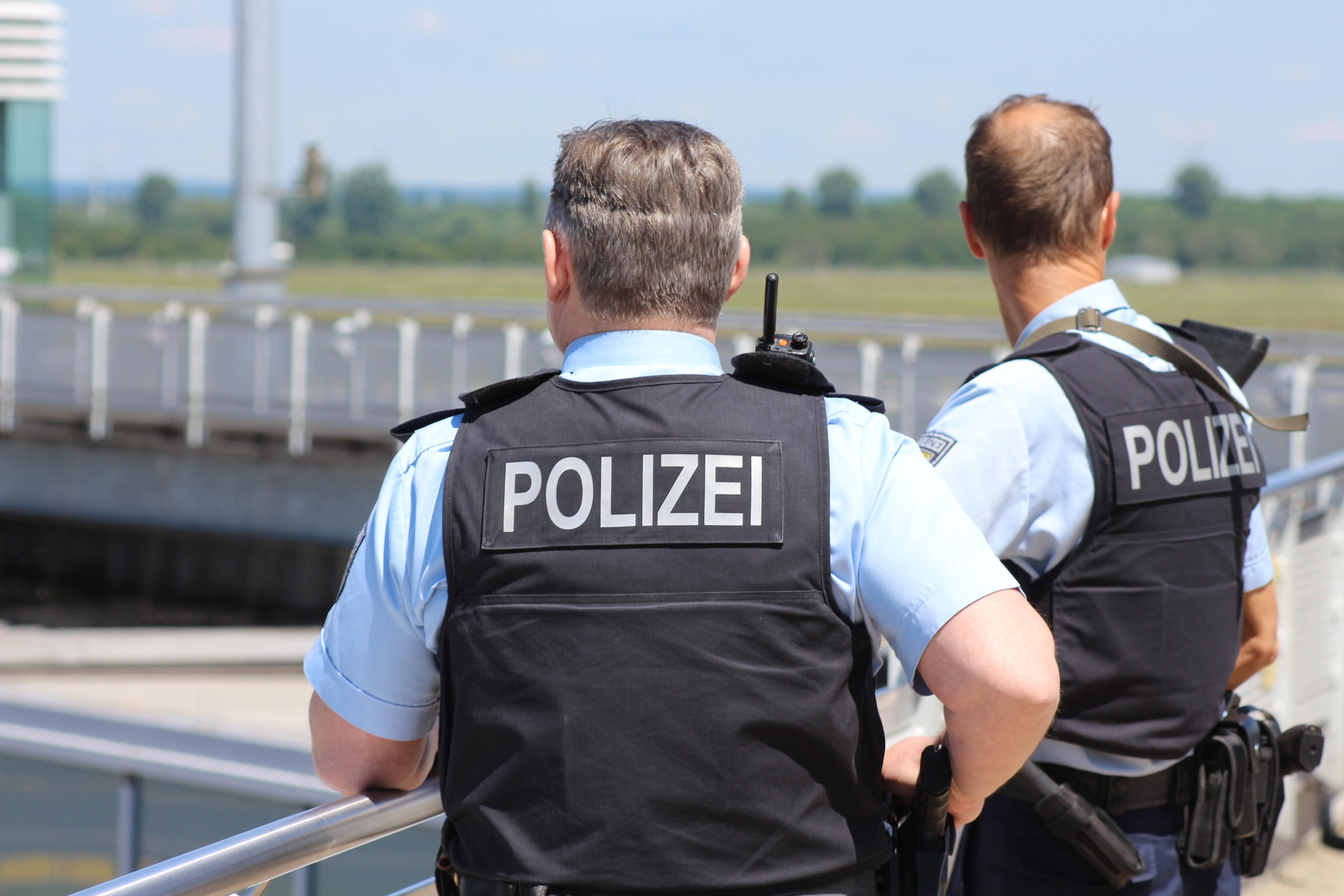
Bundespolizisten am Flughafen Düsseldorf

Der Zuständigkeitsbereich der Bundespolizeidirektion Sankt Augustin erstreckt sich auf das Land Nordrhein-Westfalen.
Zur Erfüllung der gesetzlichen Aufgaben sind ihr folgende Dienststellen nachgeordnet:
- Neun Bundespolizeiinspektionen und 20 Reviere (in Klammern) mit Sitz in: Kleve (Kempen), Münster (Bielefeld, Paderborn und Hamm), Dortmund (Hagen, Essen, Gelsenkirchen, Bochum, Recklinghausen und Flughafen Dortmund), Düsseldorf (Wuppertal, Mönchengladbach, Duisburg und Oberhausen), Köln (Bonn, Villa Hammerschmidt, Siegburg und Siegen), Aachen (Eschweiler), Flughafen Düsseldorf, Flughafen Köln/Bonn
- eine Bundespolizeiinspektion Kriminalitätsbekämpfung mit Sitz in Köln und einer Außenstelle in Kleve
- eine Mobile Kontroll- und Überwachungseinheit (MKÜ) mit Sitz in Köln und Außenstellen in Mönchengladbach, Kamen und Essen

Darüber hinaus ist der Standort Sankt Augustin auch Sitz der Antiterroreinheit GSG 9 der Bundespolizei (GSG 9 BPOL), früher Grenzschutzgruppe 9, der Bundespolizei-Fliegergruppe Sankt Augustin sowie der Bundespolizeiabteilung Sankt Augustin. Diese sind jedoch nicht der Bundespolizeidirektion Sankt Augustin selbst unterstellt, sondern anderen Dienststellen zugeordnet: die GSG 9 und die Fliegergruppe der Bundespolizeidirektion 11, die Bundespolizeiabteilung der Direktion Bundesbereitschaftspolizei. Das Referat 66 – Medien und andere Referate des Bundespolizeipräsidiums sind ebenso in Sankt Augustin untergebracht.
Ein der Bundespolizeiinspektion Köln nachgeordnetes Revier in Bonn ist für den Schutz der Villa Hammerschmidt, des zweiten Amtssitzes des Bundespräsidenten, sowie des Palais Schaumburg, dem Bonner Dienstsitz des Bundeskanzlers zuständig.
Im Zuge der Erneuerung von bestehenden Einrichtungen und einer umfassenden Erweiterung der Liegenschaften auf dem Gelände in Hangelar werden vom Bund bis 2045 mehrere hundert Millionen Euro investiert. Zu den bereits vorhandenen 3500 Mitarbeitern der Bundespolizeidirektion in Sankt Augustin (Stand: Januar 2019) sollen im Jahr 2019 weitere 350 hinzukommen.

#### BPOLD Bad Bramstedt
Der Zuständigkeitsbereich der Bundespolizeidirektion Bad Bramstedt mit Sitz in Bad Bramstedt erstreckt sich auf die Länder Schleswig-Holstein, Mecklenburg-Vorpommern sowie auf die Nord- und Ostsee. Ihr zugeordnet sind die Bundespolizeiinspektionen Flensburg, Kiel, Rostock, Stralsund, Pasewalk, Kriminalitätsbekämpfung (in Rostock) sowie die Mobile Kontroll- und Überwachungseinheit mit Sitz in Bad Bramstedt, Rostock und Stralsund. Ausgegliedert ist der Direktionsbereich Bundespolizei See mit Sitz in Neustadt (Holstein) und den drei Bundespolizeiinspektionen See in Neustadt, Warnemünde und Cuxhaven. Am Standort Neustadt befindet sich außerdem das Maritime Schulungs- und Trainingszentrum (MaST).
In Kiel befindet sich die Bundespolizeiinspektion am Lessingplatz 2, während am Kieler Hauptbahnhof nur ein Dienstverrichtungsraum (DVR) eingerichtet ist.
Seit dem 1. Januar 2007 ist die Bundespolizei durch die Bundespolizeidirektion Bad Bramstedt im Gemeinsamen Lagezentrum See (GLZ-See) des Maritimen Sicherheitszentrums (MSZ) in Cuxhaven vertreten.
Als organisatorische Maßnahme zur wirksamen Beteiligung der Bundespolizei an Einsätzen zur Friedenssicherung im Rahmen von Missionen der Vereinten Nationen oder der Europäischen Union wurde eine Einsatzhundertschaft aufgebaut.

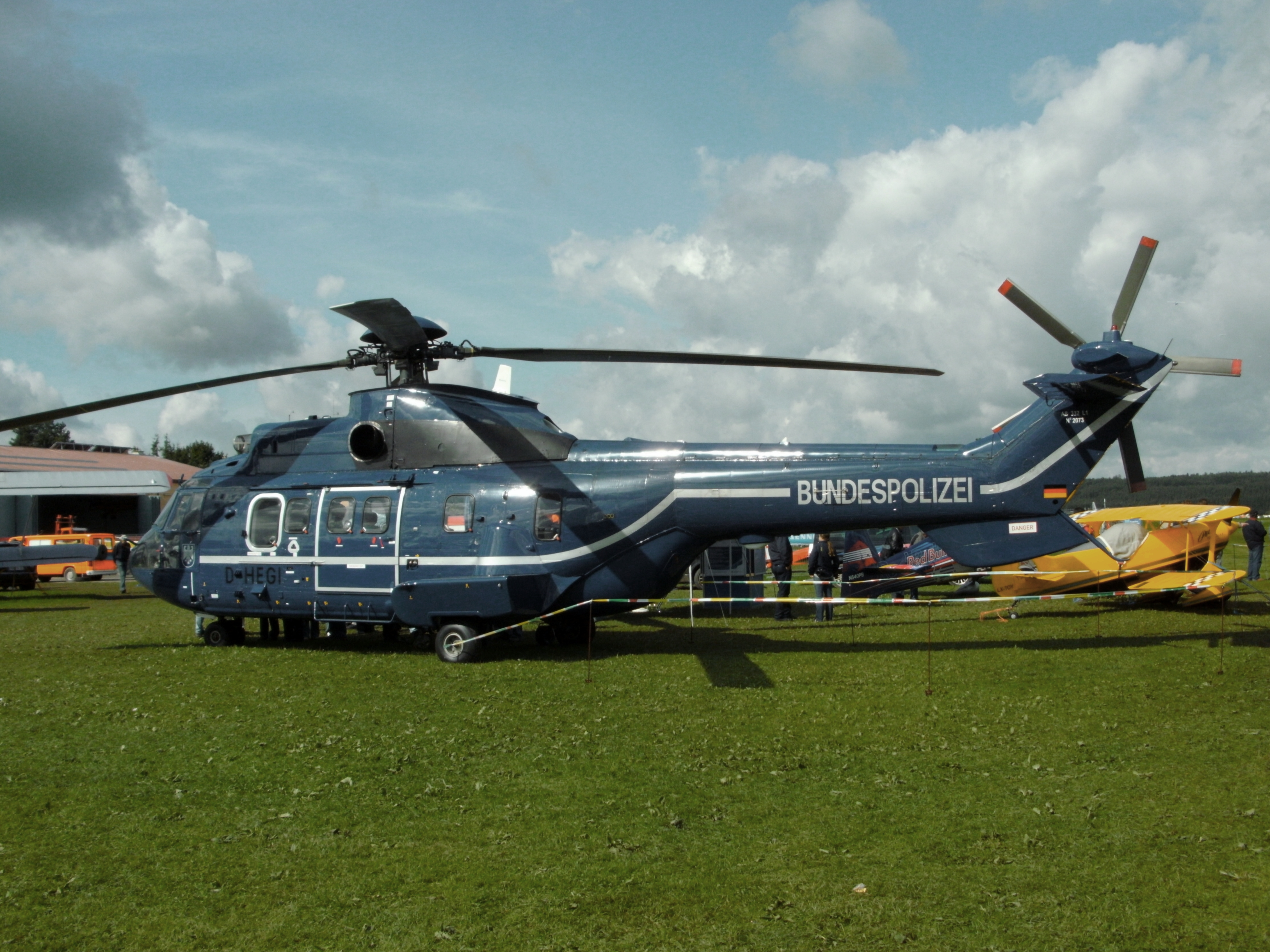
Bundespolizeihubschrauber, Typ AS 332 L1 „Super Puma“

An den Standorten des Direktionsbereichs Bundespolizei See sind jeweils zwei Seefahrzeuge und acht Besatzungen stationiert, die rund um die Uhr das Seegebiet überwachen. Zusätzlich werden Polizeihubschrauber eingesetzt, die am Standort Fuhlendorf stationiert sind und dem Bundespolizei-Flugdienst der Bundespolizeidirektion 11 zugeordnet sind.

#### BPOLD Hannover
Der Zuständigkeitsbereich der Bundespolizeidirektion Hannover erstreckt sich auf die Länder Niedersachsen, Bremen und Hamburg mit einer Gesamtfläche von rund 48.800 km² und einer Einwohnerzahl von über 10,4 Millionen Menschen. Die Bundespolizeidirektion Hannover verfügt insgesamt über 2400 Beschäftigte.
Ihr sind zur Aufgabenerfüllung die Bundespolizeiinspektionen Hamburg, Flughafen Hamburg, Bremen, Hannover, Flughafen Hannover, Bad Bentheim, sowie die Bundespolizeiinspektion Kriminalitätsbekämpfung in Hamburg und die Mobile Kontroll- und Überwachungseinheit mit Sitz in Hamburg, Hannover und Bremen nachgeordnet.
Die bahnpolizeiliche Verantwortung der Bundespolizeidirektion Hannover erstreckt sich auf mehr als 560 Bahnhöfe und Haltepunkte sowie über 4900 Bahnkilometer.
Zu den gesetzlichen Aufgaben gehört auch die Kontrolle des grenzüberschreitenden Seeverkehrs in den Seehäfen in Niedersachsen und Bremen sowie der Grenzschutz an der Schengenbinnengrenze zu den Niederlanden.

#### BPOLD BP - Direktion Bundesbereitschaftspolizei
Die Direktion Bundesbereitschaftspolizei (BPOLD BP) mit Sitz in Fuldatal/Vellmar (Hessen) auf dem so genannten Bundespolizeistandort „Dr.-Konrad-Adenauer“ ist verantwortlich für die Bereitschaftspolizei-Verbände des Bundes (Bundesbereitschaftspolizei) und ist dem Bundespolizeipräsidium unmittelbar nachgeordnet.
Die Direktion hat die Aufgabe, die zehn Bundespolizeiabteilungen (BPOLABT) der Bundesbereitschaftspolizei zu führen, zu koordinieren und zu unterstützen und für eine gleichmäßige Auslastung der Einheiten zu sorgen. Einschließlich ihres nachgeordneten Bereichs verfügt die Behörde über rund 6200 Mitarbeiter, davon 5100 Polizeivollzugsbeamte. Sie ist damit die personalstärkste Direktion der Bundespolizei.

##### BPOLABT - Bundespolizeiabteilungen
Die zehn Bundespolizeiabteilungen sind:
- Bundespolizeiabteilung Ratzeburg (BPOLABT RZ)
- Bundespolizeiabteilung Uelzen (BPOLABT UE)
- Bundespolizeiabteilung Duderstadt (BPOLABT DUD)
- Bundespolizeiabteilung Sankt Augustin (BPOLABT STA)
- Bundespolizeiabteilung Hünfeld (BPOLABT HÜN)
- Bundespolizeiabteilung Bad Bergzabern (BPOLABT BBZ), 1987 als Grenzschutzabteilung Mitte 5 in Speyer gegründet, seit 1993 hier[59]
- Bundespolizeiabteilung Deggendorf (BPOLABT DEG)
- Bundespolizeiabteilung Bayreuth (BPOLABT BT)
- Bundespolizeiabteilung Bad Düben (BPOLABT BDÜ)
- Bundespolizeiabteilung Blumberg (BPOLABT BLU)

Jede Bundespolizeiabteilung untersteht einem Abteilungsführer. Dieser wird bei der Wahrnehmung seiner Aufgaben von einem Abteilungsstab mit den Stabsbereichen Einsatz, Polizeitechnik und Versorgung, Zentrale Dienste und Einsatzunterstützung/Standortservice sowie dem Polizeiärztlichen Dienst unterstützt. Die mobilen Einheiten, die die operative Ebene der Bundespolizeiabteilungen bilden, sind im Wesentlichen die Einsatzhundertschaften (EHu), die Beweissicherungs- und Festnahmehundertschaften (BFHu), die Technischen Einsatzhundertschaften, die Beweissicherungs- und Dokumentationseinheiten, die Aufklärungseinheiten sowie weitere Unterstützungseinheiten.

##### Aufgaben der Bundesbereitschaftspolizei

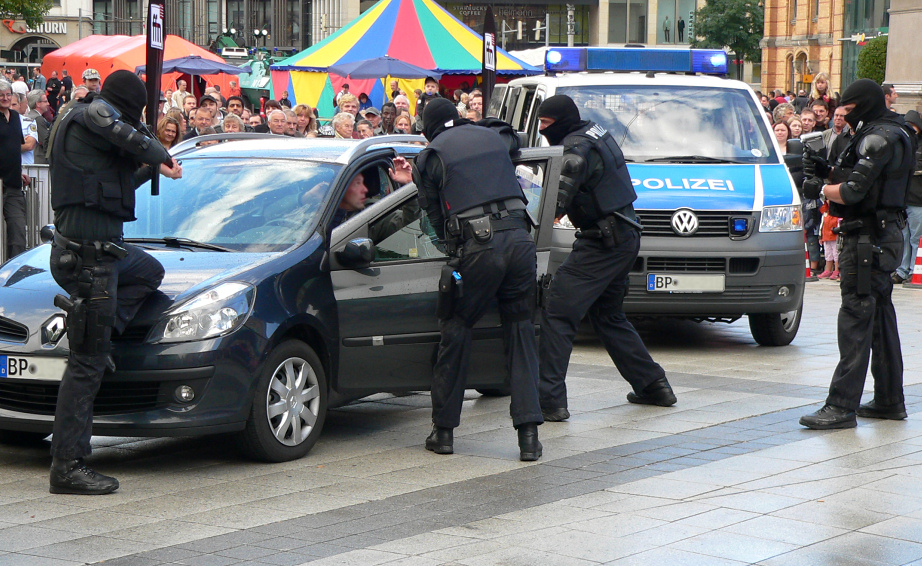
Vorführung einer Beweissicherungs- und Festnahmeeinheit (BFE) der Bundespolizei

Die Aufgaben der Bundesbereitschaftspolizei umfassen insbesondere:
- Verstärkung aus besonderen Anlässen mit Schwerpunkteinsätzen geschlossener Einsatzeinheiten in den Aufgabenbereichen der Bundespolizei,
- Unterstützung der Polizeien der Länder bei deren Aufgabenbewältigung in Fällen von besonderer Bedeutung, soweit Sicherheitsinteressen auch des Bundes betroffen sind und die Einsatzkräfte nicht vorrangig für Bundespolizeiaufgaben benötigt werden,
- Unterstützung des Bundeskriminalamtes und anderer benachbarter Behörden aus besonderem Anlass (zum Beispiel Personen- und Raumschutz, Absperrmaßnahmen, Durchsuchungen),
- Bewältigung besonderer Gefahrenlagen,
- Mitwirkung an polizeilichen oder anderen nichtmilitärischen Aufgaben im Rahmen von internationalen Maßnahmen auf Ersuchen und unter Verantwortung der Vereinten Nationen oder der Europäischen Union,
- Verwendung für humanitäre Zwecke oder zur Wahrnehmung dringender Interessen der Bundesrepublik Deutschland im Ausland im Einvernehmen mit dem betreffenden Staat.

#### BPOLD 11 - Bundespolizeidirektion 11
Mit Wirkung zum 1. August 2017 hat das Bundesministerium des Innern die Bundespolizeidirektion 11 (Abkürzung: BPOLD 11) mit Verwaltungssitz im Gebäude der ehemaligen Eisenbahndirektion Berlin eingerichtet. Durch die Bundespolizeidirektion 11 werden die Spezialeinheiten der Bundespolizei unter zentraler Führungs- und Einsatzstruktur gebündelt.
Der Bundespolizeidirektion 11 sind die folgende Spezialkräfte unterstellt:
- GSG 9 der Bundespolizei (GSG 9 BPOL)
- Bundespolizei-Flugdienst (BPOLFLG)
- Polizeiliche Schutzaufgaben Ausland der Bundespolizei (PSA BPOL)
- Besondere Schutzaufgaben Luftverkehr der Bundespolizei (BSL BPOL)
- Einsatz- und Ermittlungsunterstützung der Bundespolizei (EEU BPOL)
- Entschärfungsdienst der Bundespolizei (ENTSCHD BPOL)

Erster Präsident der neuen Behörde ist der ehemalige Leiter der GSG 9, Olaf Lindner.

##### GSG 9 der Bundespolizei
Die GSG 9 der Bundespolizei (GSG 9 BPOL) mit Hauptsitz in Sankt Augustin bei Bonn wurde 1972 als Reaktion auf die Geiselnahme während der Olympischen Sommerspiele in München unter der Bezeichnung Grenzschutzgruppe 9 gegründet und ist seitdem die Spezialeinheit der Bundespolizei (bzw. bis 2005: des Bundesgrenzschutzes) zur Bekämpfung von Schwerst- und Gewaltkriminalität sowie von Terrorismus. Die Personalstärke der GSG 9 wird auf rund 400 Beamte geschätzt.

##### Bundespolizei-Flugdienst

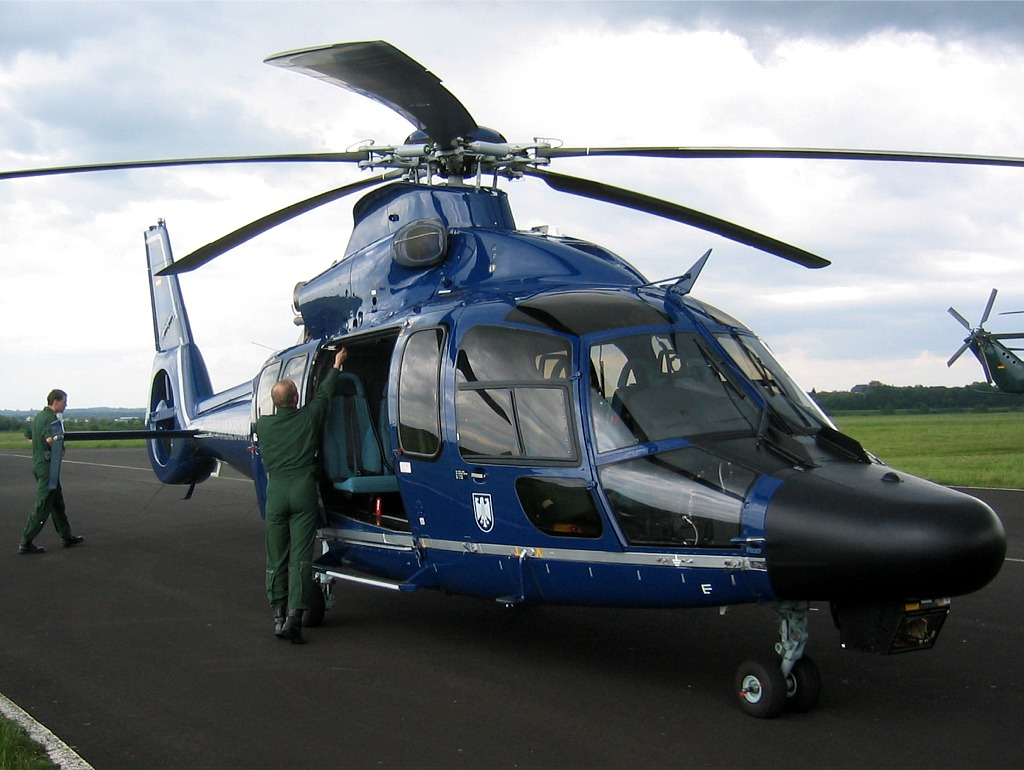
EC 155 des Bundespolizei-Flugdienstes

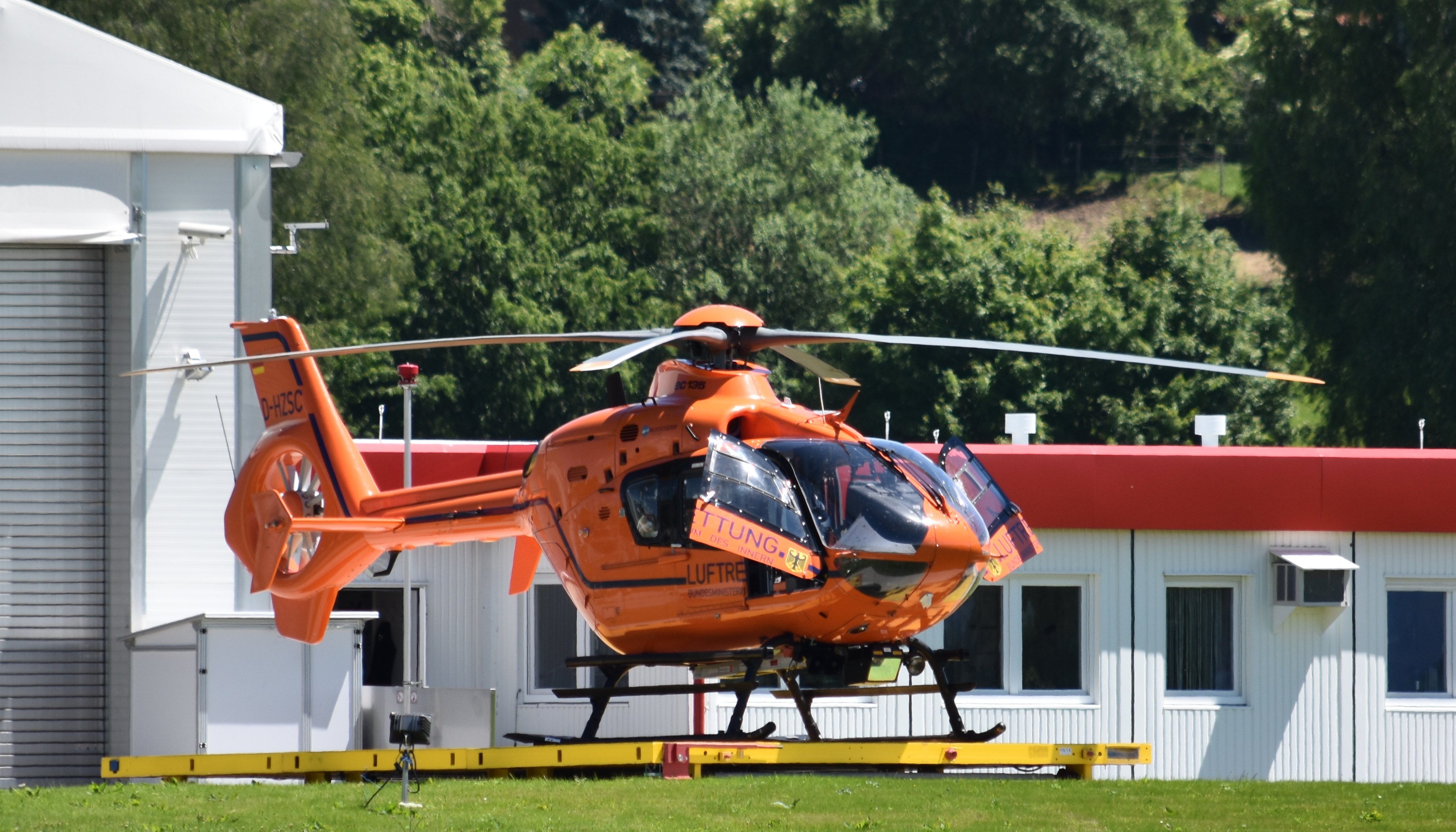
Rettungshubschrauber Christoph 17 der BMI Luftrettung

Der Bundespolizei-Flugdienst (BPOLFLD) geht auf die am 7. Mai 1955 am Flugplatz Bonn/Hangelar gegründete Hubschrauberflugbereitschaft (HFlB) des Bundesgrenzschutzes zurück und umfasst heute die Bundespolizei-Fliegergruppe (BPOLFLG) in Sankt Augustin, die Bundespolizei-Fliegerstaffeln in Fuhlendorf (BPOLFLS FUD), Blumberg (BPOLFLS BLU), Fuldatal (BPOLFLS FDT), Oberschleißheim (BPOLFLS OBS) und Gifhorn (BPOLFLS GF) sowie die Luftfahrerschule für den Polizeidienst (LFSfdPD) mit einer Flotte von insgesamt 94 Polizeihubschraubern vom Typ EC 120, EC 135 T2i, EC 155 B und AS 332 L1 Super Puma. Alle Hubschrauber der Bundespolizei tragen den Rufnamen Pirol gefolgt von einer Ordnungsnummer von 1 bis 984.
Die Hubschrauber der Bundespolizei kommen unter anderem zum Einsatz:
- zur Überwachung der Grenzen aus der Luft,
- für den Transport von Polizeikräften bei Großeinsätzen und bei Einsätzen von Spezialeinheiten der Bundespolizei,
- zur Unterstützung des Bundeskriminalamtes,
- für die Beförderung von sicherheitsgefährdeten Personen des politischen und parlamentarischen Bereichs des Bundes,
- für die Beförderung von Staatsgästen der Bundesregierung,
- für die Hilfe bei schweren Unglücks- und Katastrophenfällen im In- und Ausland sowie
- für den Luftrettungsdienst (durch den Einsatz von insgesamt 18 Zivilschutz-Hubschraubern der Luftrettung des Bundesministeriums des Innern an 12 Stationen im Rettungsdienst der Länder).

Gewissermaßen eine Sonderstellung innerhalb des Bundespolizei-Flugdienstes nimmt die Staffel in Fuhlendorf ein. Ihre primäre Aufgabe ist die Überwachung der Seegebiete in Nord- und Ostsee. Dazu gehören grenzpolizeiliche Aufgaben auf See (die See stellt auch eine Außengrenze dar) sowie allgemein-polizeiliche Aufgaben wie Umweltschutz, Schifffahrtspolizei und Fischereischutz. Dabei werden jedes Jahr mehr als zweitausend Stunden Flugzeit über See geflogen.
Die Staffel ist darüber hinaus beteiligt am Havariekommando des Bundes und der fünf deutschen Küstenländer und unterstützt darüber hinaus den SAR-Dienst auf See. Weitere Aufgaben entstehen in Zusammenarbeit mit der Europäischen Agentur für die operative Zusammenarbeit an den Außengrenzen (Frontex). Unter dem Namen Seepferdchen-Flieger werden die Hubschrauber auch außerhalb des deutschen Luftraums im Rahmen gemeinsamer Operationen verschiedener EU-Staaten eingesetzt. Die Koordination übernimmt dann Frontex, und die Einsätze dienen der Bekämpfung illegaler Migration in das Gebiet der Europäischen Union auf dem Seeweg. In weiteren Fällen werden Streifen über das Festland geflogen, um Dieben von Buntmetall bei der Bahn auf die Spur zu kommen, sowie Streifenflüge über See, um Umweltverschmutzung feststellen zu können und deren Verursacher zu ermitteln.
Die Staffel in Fuhlendorf umfasst 21 Hubschrauber unterschiedlichen Typs, darunter auch Hubschrauber des Typs EC 155. Der ICAO-Code des Flugplatzes ist EDHX.

##### Polizeiliche Schutzaufgaben Ausland der Bundespolizei
Die Einheit Polizeiliche Schutzaufgaben Ausland der Bundespolizei (PSA BPOL; vormals Personenschutz Ausland) umfasst Spezialkräfte, die die Aufgabe haben, für den Schutz der deutschen Auslandsvertretungen, des deutschen Botschafters und weiterer Schutzpersonen in Krisengebieten zu sorgen. Der Fähigkeitsbereich wurde im April 2008 aus der GSG 9 ausgegliedert, die bis zu diesem Zeitpunkt diese Aufgabe wahrgenommen hatte.

##### Besondere Schutzaufgaben Luftverkehr der Bundespolizei
Der Bereich Besondere Schutzaufgaben Luftverkehr der Bundespolizei (BSL BPOL) übernahm mit der Einrichtung der Bundespolizeidirektion 11 zum 1. August 2017 bundesweit die Aufgaben nach § 4a des Bundespolizeigesetzes (BPolG) von der Bundespolizeidirektion Flughafen Frankfurt Main. Demnach hat die Bundespolizei die Aufgabe, durch Stellen von Flugsicherheitsbegleitern für die Sicherheit und Ordnung an Bord von Luftfahrzeugen zu sorgen. Diese Flugsicherheitsbegleiter sind waffentragende, nicht-uniformierte Beamte, die Passagierflüge begleiten und hauptsächlich Flugzeugentführungen und Terrorismus an Bord von Flugzeugen verhindern sollen.

## Ausbildung

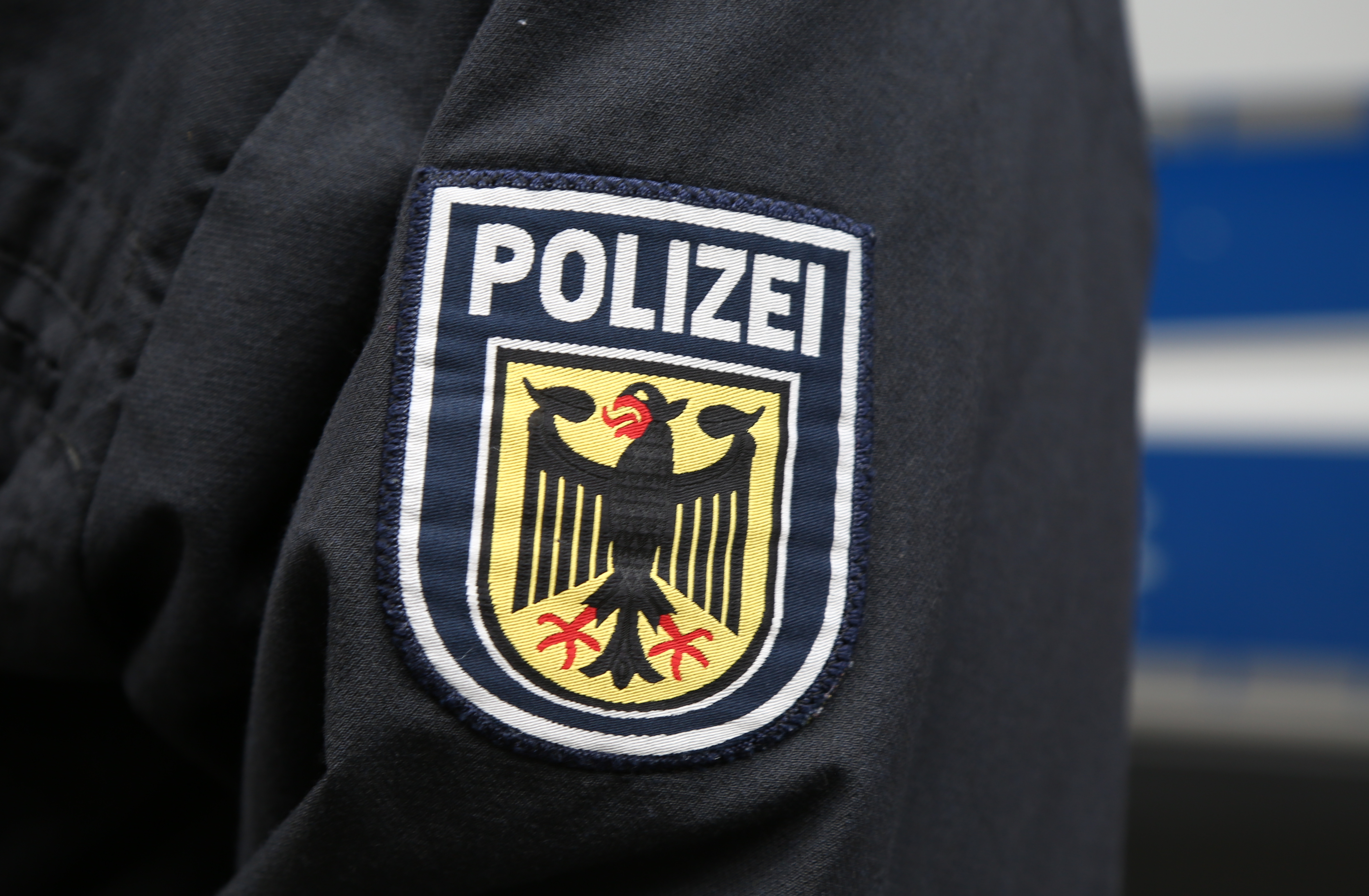
Ärmelabzeichen

Die Bundespolizei bildet vor allem für den mittleren und gehobenen Polizeivollzugsdienst aus, die direkte Ausbildung für den höheren Dienst findet unregelmäßig statt und steht ausschließlich Hochschulabsolventen bestimmter Studiengänge zu, vornehmlich der Fachrichtung Rechtswissenschaften.

### Ausbildung für den mittleren Polizeivollzugsdienst
Die Ausbildung für den mPVD ist in zwei Abschnitte à zwölf Monate und einmal sechs Monate gegliedert, die gesamte Dauer beträgt also zweieinhalb Jahre. Der erste Abschnitt ist die Grundausbildung, in dem die Basis für den Polizeiberuf geschaffen wird. Der zweite Ausbildungsabschnitt baut auf den Grundkenntnissen auf, hinzu kommen 20 Wochen Praktikum an verschiedenen Polizeidienststellen. Diese Praktika werden in den vier Hauptaufgabenfeldern der Bundespolizei abgehalten. Sie gliedern sich in je einem fünfwöchigen Praktikum in Dienststellen des Luftsicherheitsbereiches, des grenzpolizeilichen Bereiches sowie im Verband und der Bahnsicherheit. Der dritte Teil der Ausbildung ist der Laufbahnlehrgang, der mit der Laufbahnprüfung und der Ernennung zum Polizeimeister beendet wird.

### Studium für den gehobenen Polizeivollzugsdienst
Das modular gegliederte Studium in dualer Form für den gPVD dauert drei Jahre. Hierbei wird abgewechselt zwischen der Vermittlung von theoretischen Kenntnisse im Rahmen eines Fachhochschulstudiums und mehrwöchige Praktika. In dem Grundpraktikum wird die allgemeine polizeiliche Ausbildung absolviert. Im Grundstudium, das an der Hochschule des Bundes in Brühl bei Köln absolviert wird, werden Grundkenntnisse auf den Gebieten der Betriebs- und Volkswirtschaftslehre, der öffentlichen Finanzwirtschaft (Budgetierung, Haushaltsplanung etc.), der Psychologie (Organisationspsychologie), dem Zivilrecht und dem Staats- und Verfassungsrecht vermittelt. Das Grundstudium schließt mit einer Zwischenprüfung ab.
Während des Hauptstudiums muss eine Diplomarbeit zum Erreichen des akademischen Grades einer Diplom-Verwaltungswirtin (FH) bzw. eines Diplom-Verwaltungswirtes (FH) geschrieben werden. Die Diplomarbeit hat Sperrwirkung, muss also mindestens mit der Note „Ausreichend“ benotet werden. Zudem ist sie obligatorischer Gegenstand der Laufbahnprüfung. Ein freiwilliger Verzicht auf die Diplomierung ist gegenüber der Laufbahnausbildung im gehobenen Dienst einiger Landespolizeien (z. B. in Sachsen) nicht möglich.
Das Studium endet mit der schriftlichen und mündlichen Laufbahnprüfung und der Ernennung zum Polizeikommissar. Grundsätzlich ist es möglich vom mittleren in den gehobenen Dienst aufzusteigen. Lebensältere Beamte können über verschiedene Sonderformen in den gehobenen Dienst aufsteigen.

### Bundespolizeiakademie und Hochschule des Bundes für öffentliche Verwaltung
Auf dem Gelände der Liegenschaft Dr. Robert Lehr (benannt nach dem zweiten Bundesminister des Innern, in dessen Amtszeit der Bundesgrenzschutz gegründet wurde) in Lübeck befindet sich neben der Bundespolizeiakademie (BPOLAK) auch der Fachbereich Bundespolizei der Hochschule des Bundes (HS BUND FB BPOL). Organisatorisch wurde der Fachbereich Bundespolizei durch das Bundesministerium des Innern der Bundespolizeiakademie angegliedert, aber nicht eingegliedert. Damit betonte das BMI die hochschulrechtlich notwendige wissenschaftliche und in Teilen auch organisationsrechtliche Selbständigkeit des Fachbereiches. Die dort tätigen Dozenten sind damit auch keine Angehörigen der Bundespolizeiakademie, sondern der Hochschule des Bundes. Eine Personalunion zwischen Fachbereich und Bundespolizeiakademie gibt es lediglich an der Spitze, denn der Präsident der Bundespolizeiakademie ist kraft Amtes zugleich Leiter des Fachbereichs Bundespolizei der HS Bund. Hier werden zum einen die Studienabschnitte für das Studium im gehobenen Polizeidienst absolviert (dessen Grundstudium am Zentralbereich der HS Bund in Brühl stattfindet). Zum anderen übernimmt der Fachbereich Bundespolizei der HS Bund die Studienabschnitte des ersten Studienjahres für die Anwärter des höheren Dienstes; die weitere Ausbildung und die Hauptstudienabschnitte werden dann an der Deutschen Hochschule der Polizei in Münster-Hiltrup absolviert. Derzeit laufen die letzten Studiengänge mit dem Abschluss (akademischer Grad) als Diplom-Verwaltungswirt (FH). Zukünftig werden Bachelor- und Masterstudiengänge angeboten.

### Aus- und Fortbildungszentrum der Bundespolizei
Für die Ausbildung des mittleren Dienstes und Fortbildungen sind die Aus- und Fortbildungszentren (BPOLAFZ) verantwortlich. Die sieben BPOLAFZ sind der Bundespolizeiakademie Lübeck angegliedert und befinden sich in Neustrelitz, Walsrode, Swisttal, Oerlenbach, Eschwege, Bamberg und Diez. Mit dem 1. September 2021 kommen zwei weitere Ausbildungsstätten in Bielefeld und Rotenburg an der Fulda hinzu.

## Amtsbezeichnungen
Die Amtsbezeichnungen der deutschen Polizei sind heute weitgehend angeglichen.

## Ausrüstung

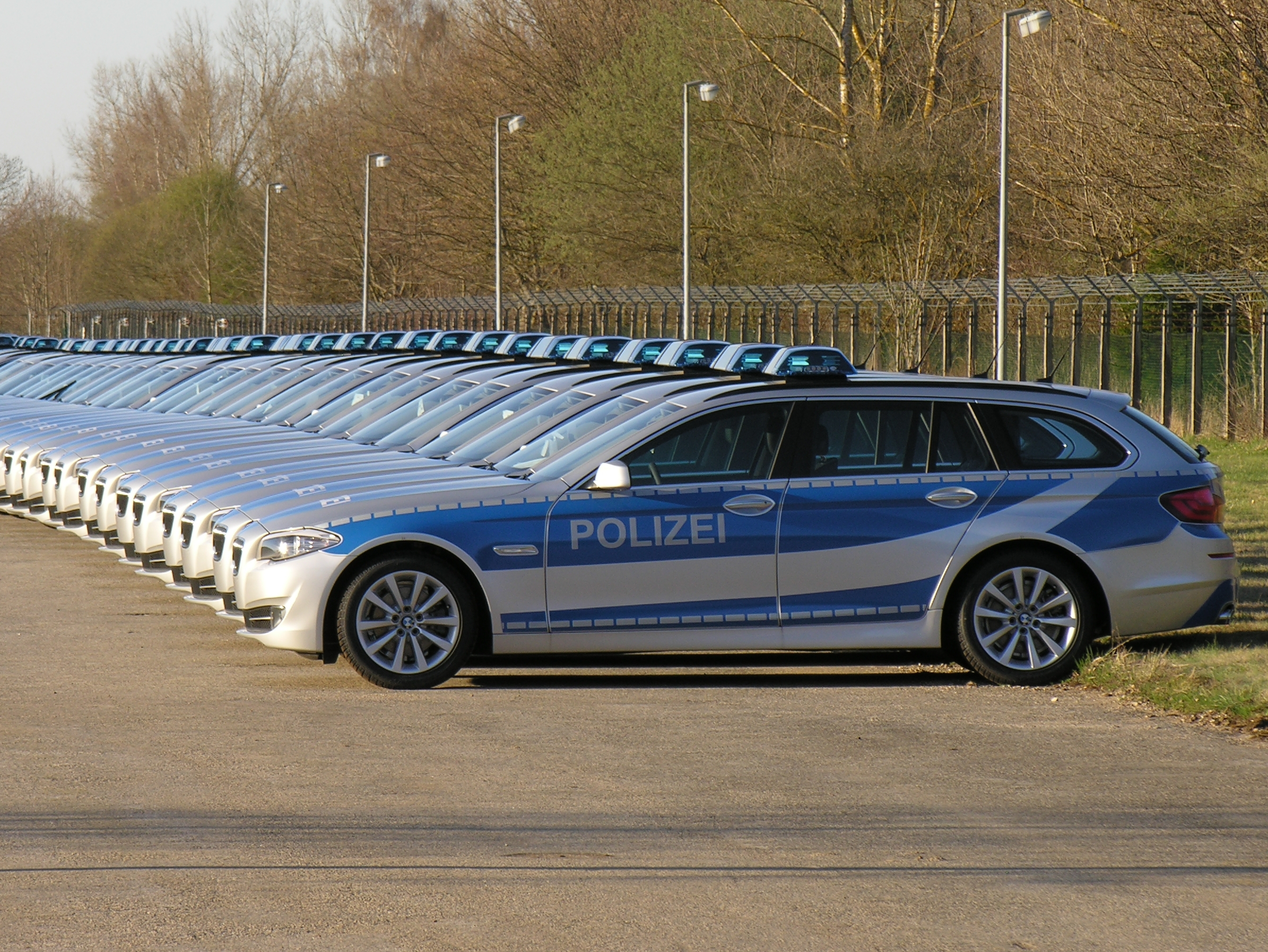
Einsatzfahrzeuge der Bundespolizei

### Uniform
Ende 2005 wurde bei der Bundespolizei eine blaue Polizeiuniform eingeführt. Sie löste die zuvor moosgrüne-beige Uniform ab. Die Umstellung lief sukzessive. Bis Ende 2012 sollten alle Beamten mit der neuen Uniform eingekleidet sein. Bis dahin waren beide Uniformen zu sehen. Beamte, die im Ausland eingesetzt worden sind, erkennt man an der deutschen Flagge auf der Uniform.

### Bewaffnung
2010 wurde die P30 als Standardhandfeuerwaffe der Bundespolizei eingeführt. Es wurden 29.500 Stück beschafft (Stand 2011). Sie löste die P6 ab. Neben der P30 kommt auch die MP5 und das G36 in diversen Ausführungen zum Einsatz.

### Fahrzeuge
Die Bundespolizei verfügt über 6500 Kraftfahrzeuge, davon 5500 Einsatzfahrzeuge und 1000 Spezial- und Sonderfahrzeuge sowie Motorräder. Verwendet werden als Dienstfahrzeuge überwiegend Fahrzeuge der Marken BMW, Opel, Mercedes-Benz und Volkswagen. Vereinzelt kommen auch Fahrzeuge anderer Hersteller wie zum Beispiel Ford, Mitsubishi, Nissan, Land Rover und Volvo zum Einsatz. Streifenfahrzeuge sind BMW 5er touring, VW Transporter, VW Golf/Passat Variant, Mercedes-Benz Vito, Mercedes-Benz B-Klasse, Opel Zafira Tourer, VW Touareg, Land Rover Discovery, Nissan Navara und Mitsubishi Outlander. In den Einsatzhundertschaften werden Ford Transit und Mercedes-Benz Sprinter als Halbgruppenkraftwagen verwendet. An den Flughäfen und im Objektschutz kommen zudem mehrere Fahrzeuge mit alternativem Antrieb wie Opel Ampera, VW e-Golf, Volvo V60 und Nissan Leaf zum Einsatz.
Als geschützte Sonderwagen kommen zehn Mowag Eagle IV, sieben gelieferte (und weitere 21 bestellte) Geschützte Einsatzfahrzeuge 2 (GEF2) und auch noch der Sonderwagen 4 zum Einsatz (Stand: 2018). Der Sonderwagen 4 wird nach und nach durch andere geschützte Fahrzeuge ersetzt; die Neuzugänge werden bei der Bundespolizei nicht mehr als Sonderwagen bezeichnet.
Die Fahrzeuge der Bundespolizei führen das Kfz-Kennzeichen BP, welches zuvor an die Deutsche Bundespost vergeben wurde. Vor der Umbenennung des Bundesgrenzschutzes in Bundespolizei im Jahr 2005 wurde das Unterscheidungskennzeichen BG geführt.
Die Kennzeichen sind alle nach dem System BP XX-YYY bzw. BG XX-YYY aufgebaut. Dabei ist YYY eine beliebige, ein- bis dreistellige Zahl. Die zweistellige Zahl XX steht für die konkrete Fahrzeuggattung:
- 10 bis 12: Motorräder
- 15 bis 19: Personenkraftwagen
- 20 bis 24: Geländefähige Personenkraftwagen
- 25 bis 29: Personenkraftwagen
- 30 bis 39: Mittlere geländefähige Personenkraftwagen und Lastkraftwagen
- 40 bis 49: Fahrzeuge auf einem LKW-Fahrgestell und Omnibusse
- 50 bis 54: geschützte Sonderwagen
- 55 bis 56: Anhänger

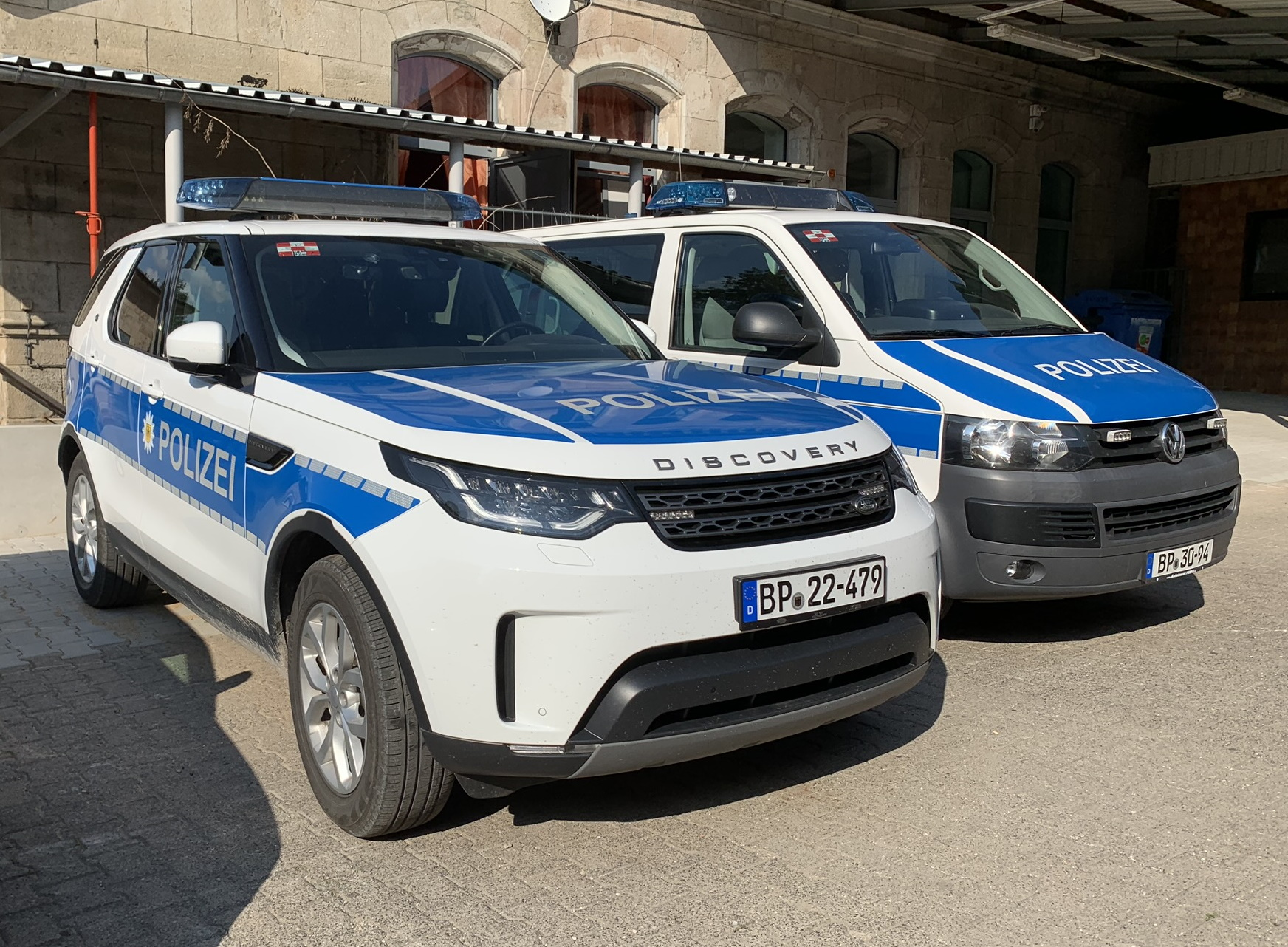
Funkstreifenwagen: Land Rover Discovery und Volkswagen T5
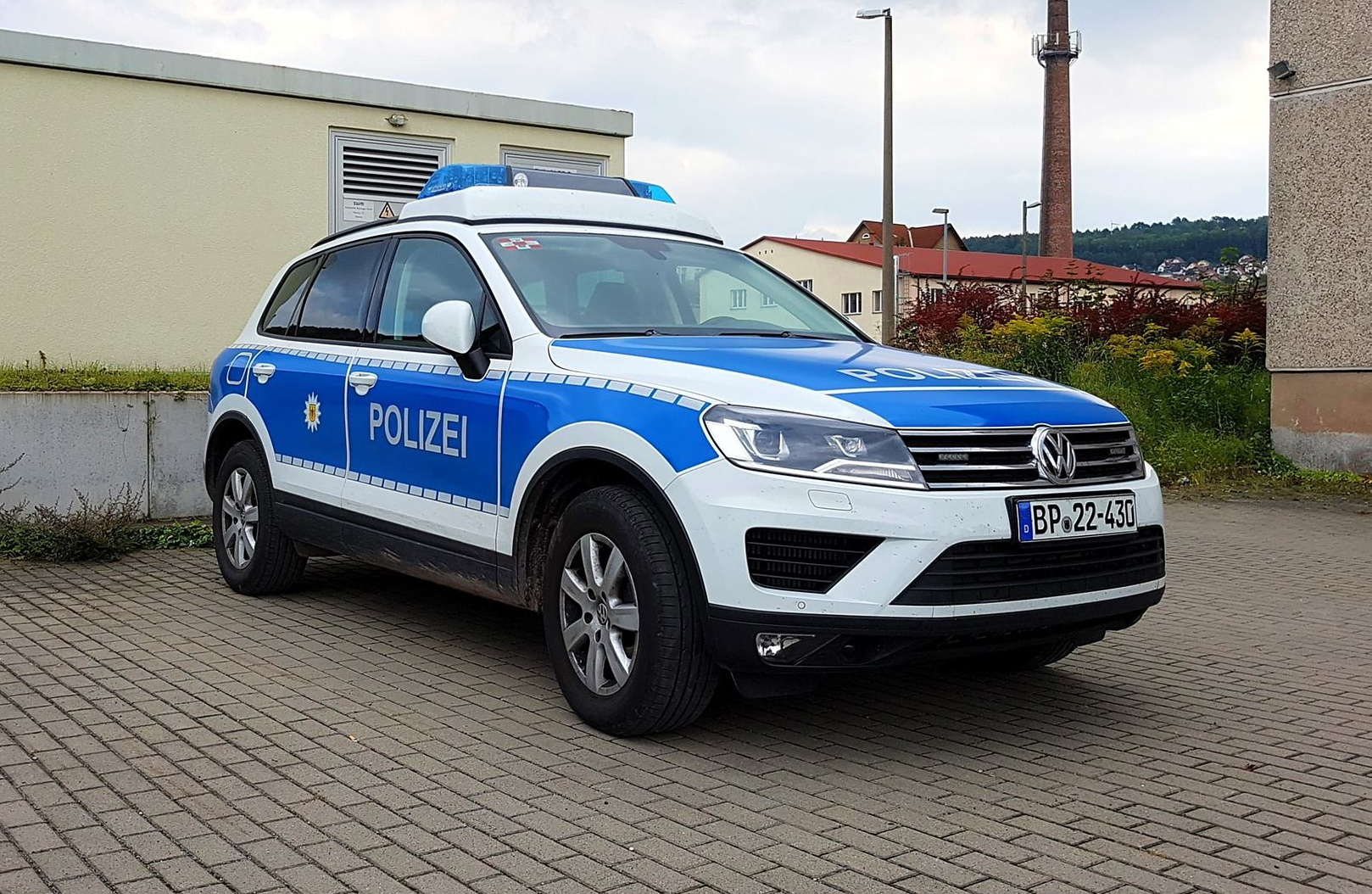
Funkstreifenwagen: VW Touareg
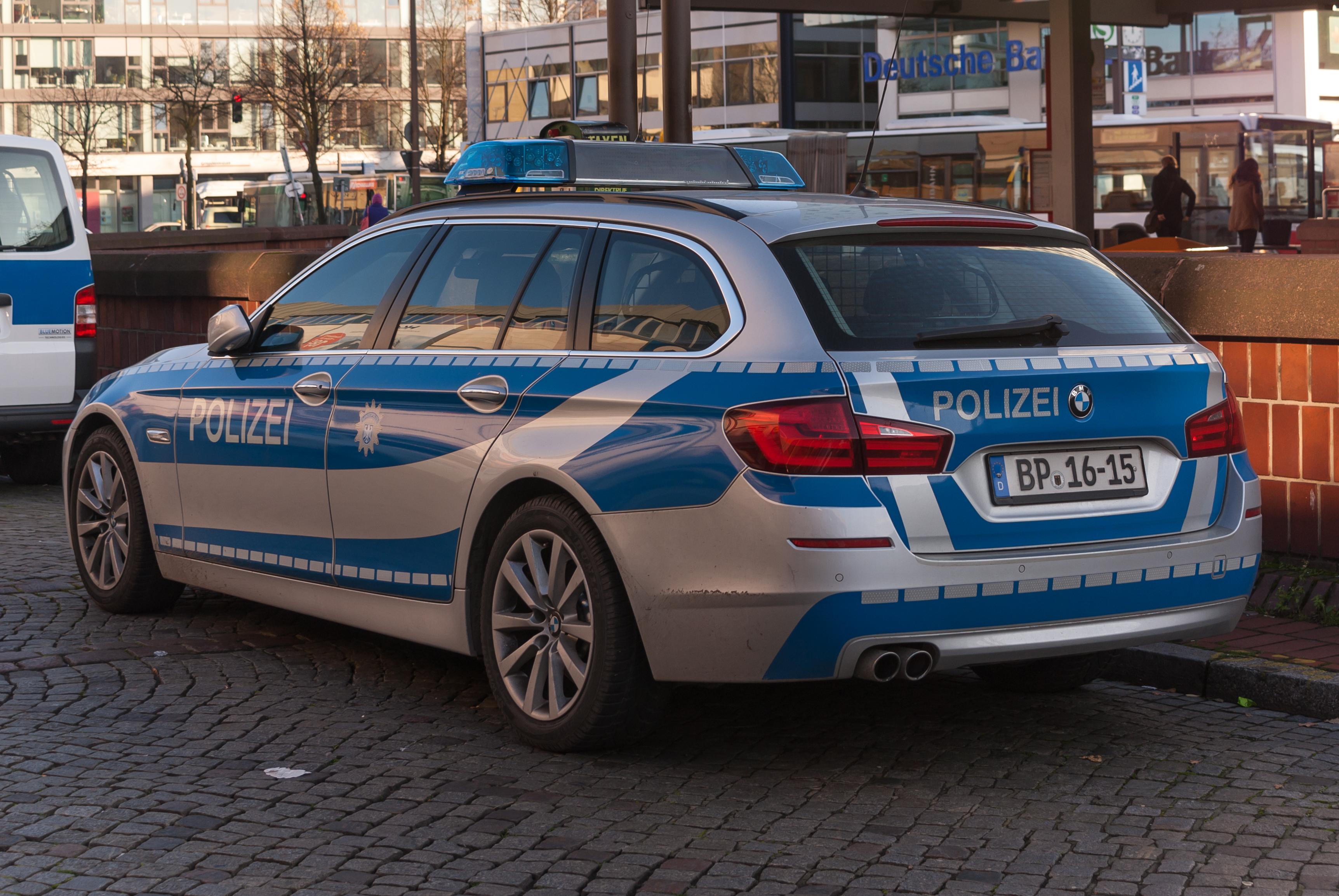
Streifenfahrzeug BMW 5er
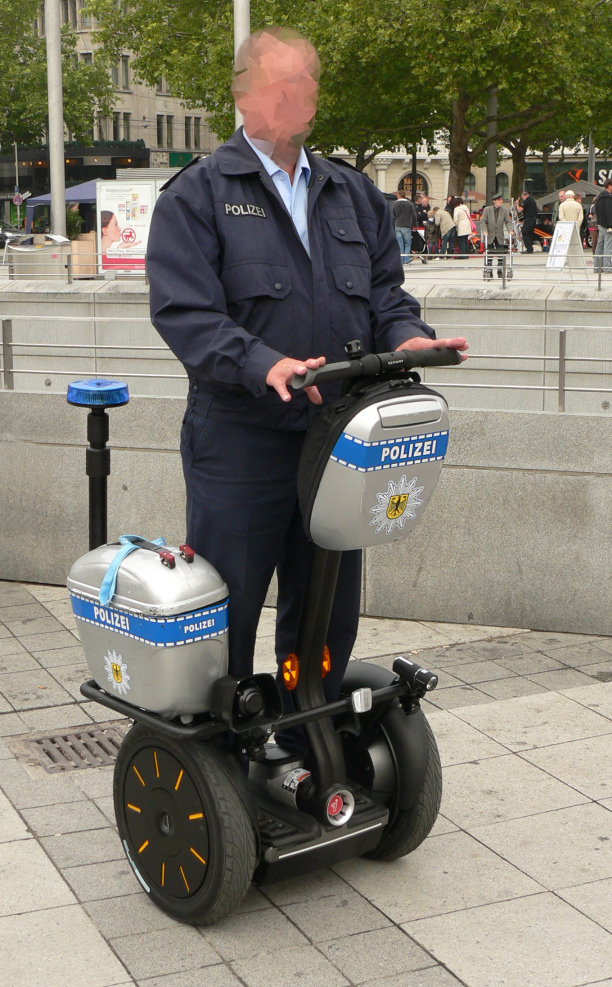
Segway der Bundespolizei
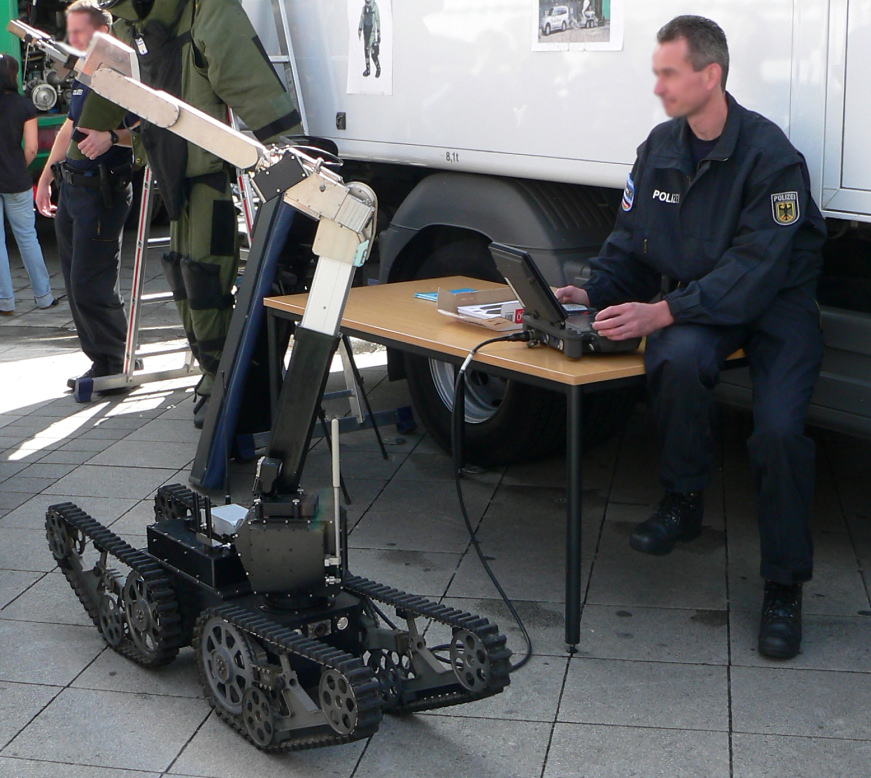
Fernlenkmanipulator der Bundespolizei
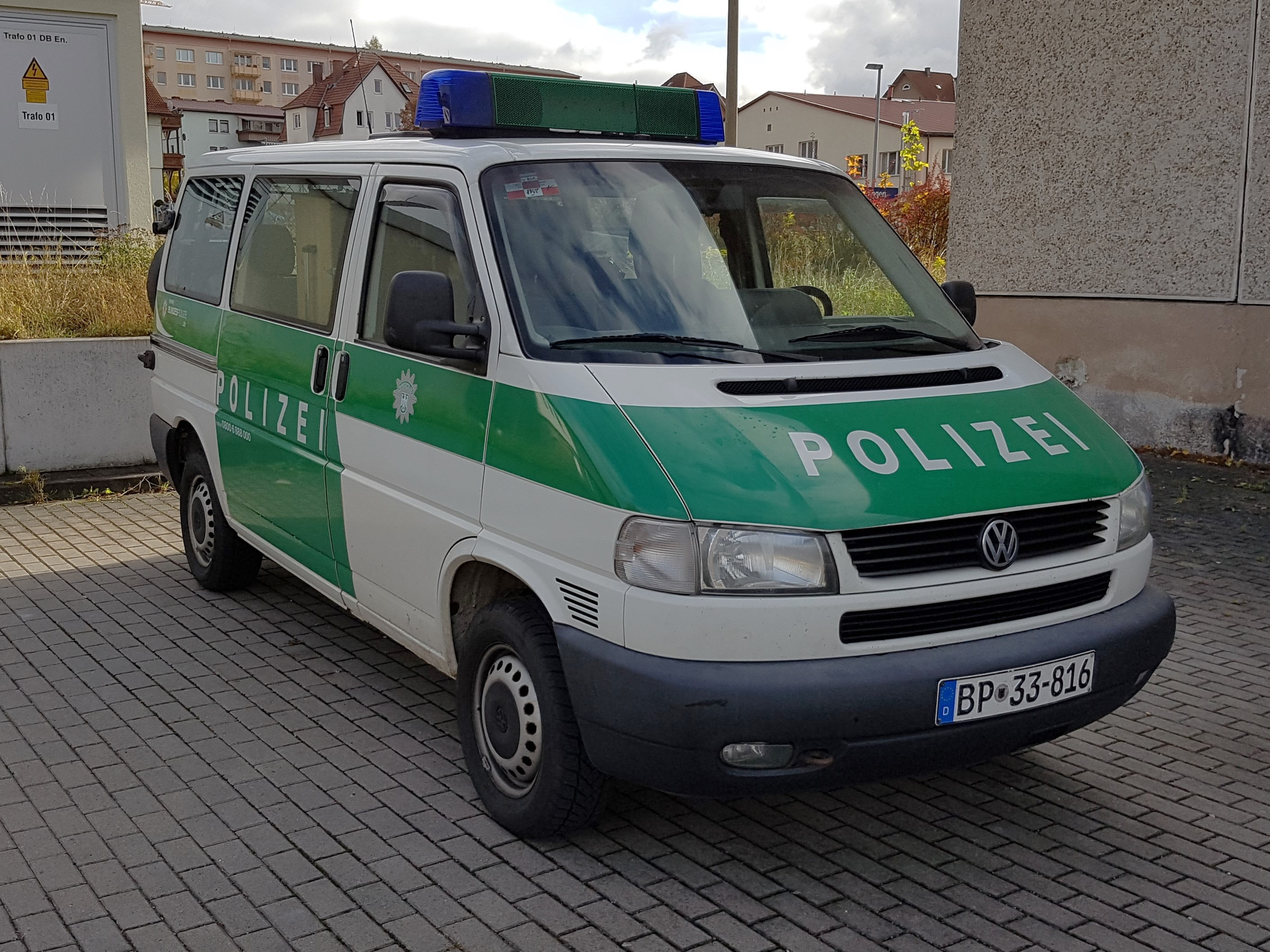
Streifenwagen in alter grün-weißer Farbgebung

### Hubschrauber
Die Bundespolizei verwendet verschiedene Hubschraubermuster des Herstellers Eurocopter. Sechs EC 120 werden bei der Luftfahrerschule der Bundespolizei als Schulungshubschrauber genutzt. Der zweimotorige EC 135 T2i ist ein leichter Transporthubschrauber (LTH), der als Verbindungs- und Beobachtungshubschrauber, sowie im Flugbetrieb der 18 Zivilschutz-Hubschrauber des Bundesministeriums des Innern eingesetzt wird. Die größeren Muster EC 155 B und AS 332 L1 Super Puma sind mittlere Transporthubschrauber (MTH), die überwiegend zum Transport von Polizeibeamten an Einsatzorte genutzt werden. Darüber hinaus werden mit ihnen auch Personen des parlamentarischen und protokollarischen Bereichs befördert.

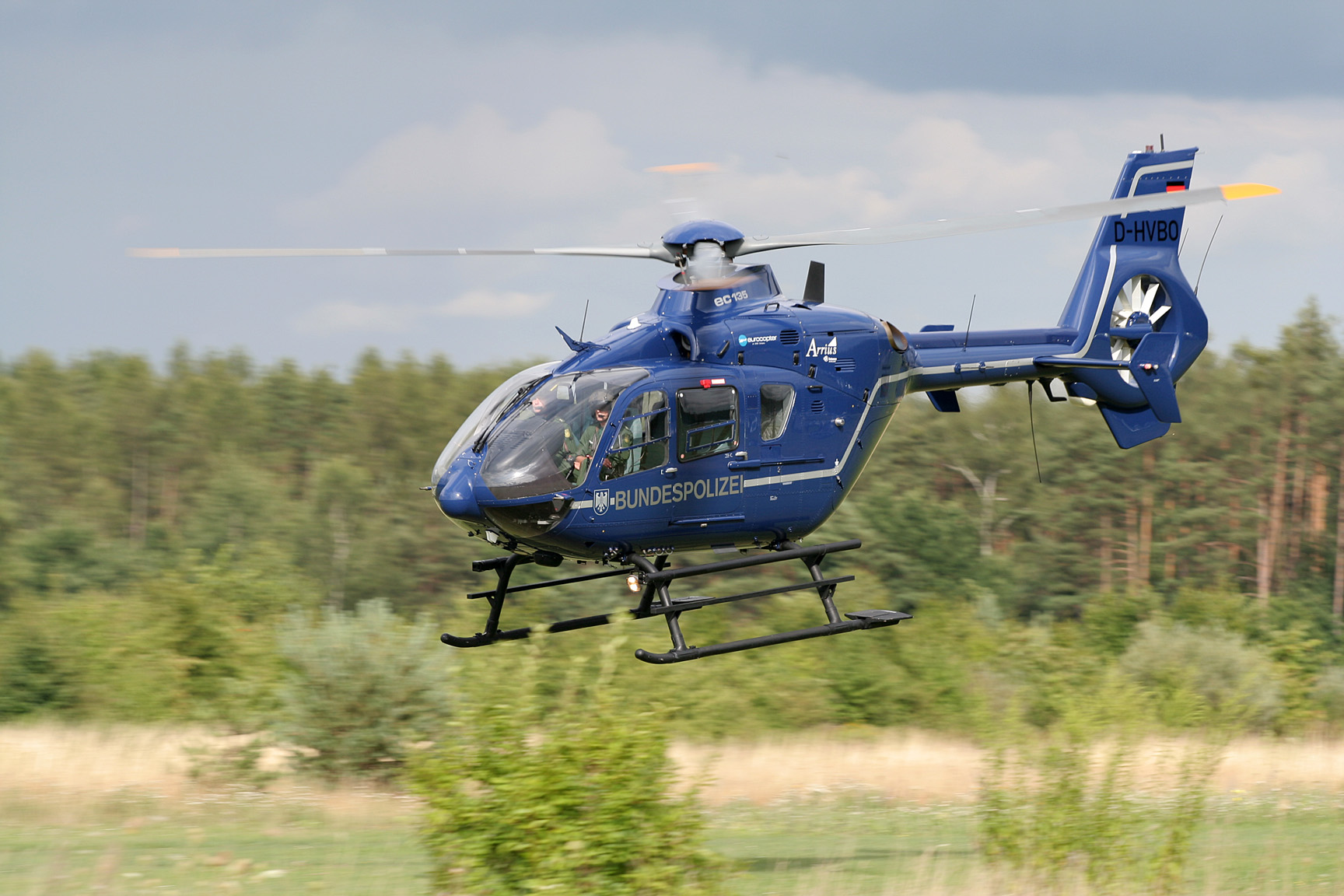
Eurocopter EC 135 in neuer blauer Farbgebung
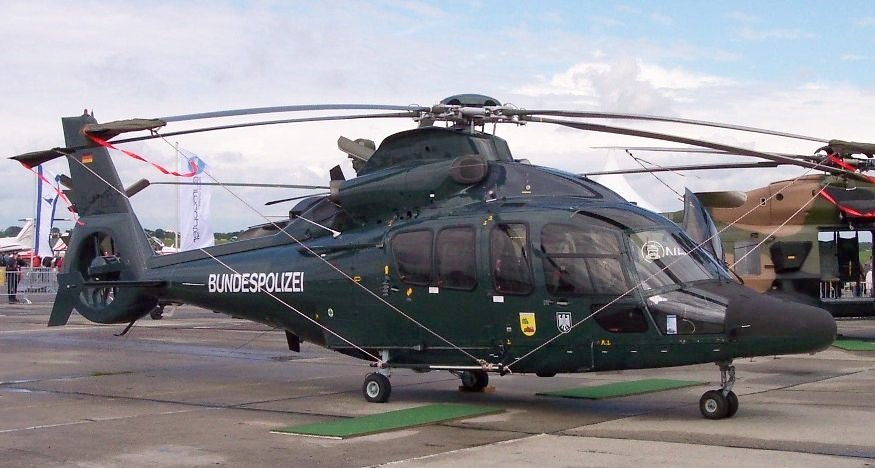
Eurocopter EC 155 B in alter grüner Farbgebung
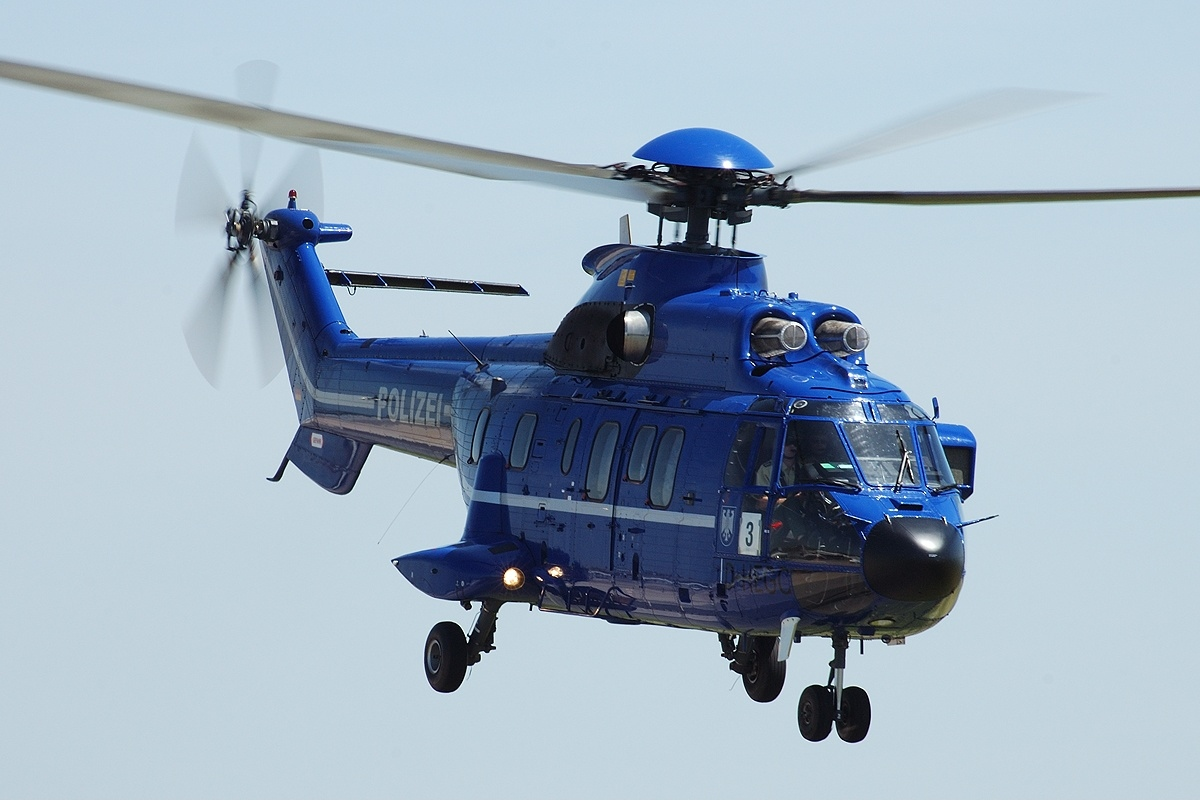
Aérospatiale AS 332

### Wasserfahrzeuge

#### Einsatzschiffe
Für die Aufgabenwahrnehmung im Bereich Küstenmeer und Hohe See besteht die Flotte aus derzeit sieben Einsatzschiffen, sie sind formell in Neustadt in Holstein registriert, dem Sitz des Direktionsbereichs Bundespolizei See. Der Registerhafen entspricht nicht notwendigerweise dem gewöhnlichen Liegehafen der Schiffe. Die Besatzungsstärke besteht aus jeweils 14 Beamten.
| Kennung | Name          | Rufzeichen | Typ                  | Indienststellung | Liegehafen           | Bemerkungen            |
| ------- | ------------- | ---------- | -------------------- | ---------------- | -------------------- | ---------------------- |
| BP 24   | Bad Bramstedt | DBGX       | Bad-Bramstedt-Klasse | 2002             | Neustadt in Holstein |                        |
| BP 25   | Bayreuth      | DBGY       | Bad-Bramstedt-Klasse | 2003             | Neustadt in Holstein |                        |
| BP 26   | Eschwege      | DBGZ       | Bad-Bramstedt-Klasse | 2003             | Neustadt in Holstein | ab 04/2024 Schulschiff |
| BP 81   | Potsdam       | DBBM       | Potsdam-Klasse       | 2019             | Cuxhaven             |                        |
| BP 82   | Bamberg       | DBBO       | Potsdam-Klasse       | 2019             | Rostock              |                        |
| BP 83   | Bad Düben     | DBBP       | Potsdam-Klasse       | 2019             | Cuxhaven             |                        |
| BP 84   | Neustadt      | DBIF       | Potsdam-Klasse       | 2023             | Rostock              |                        |

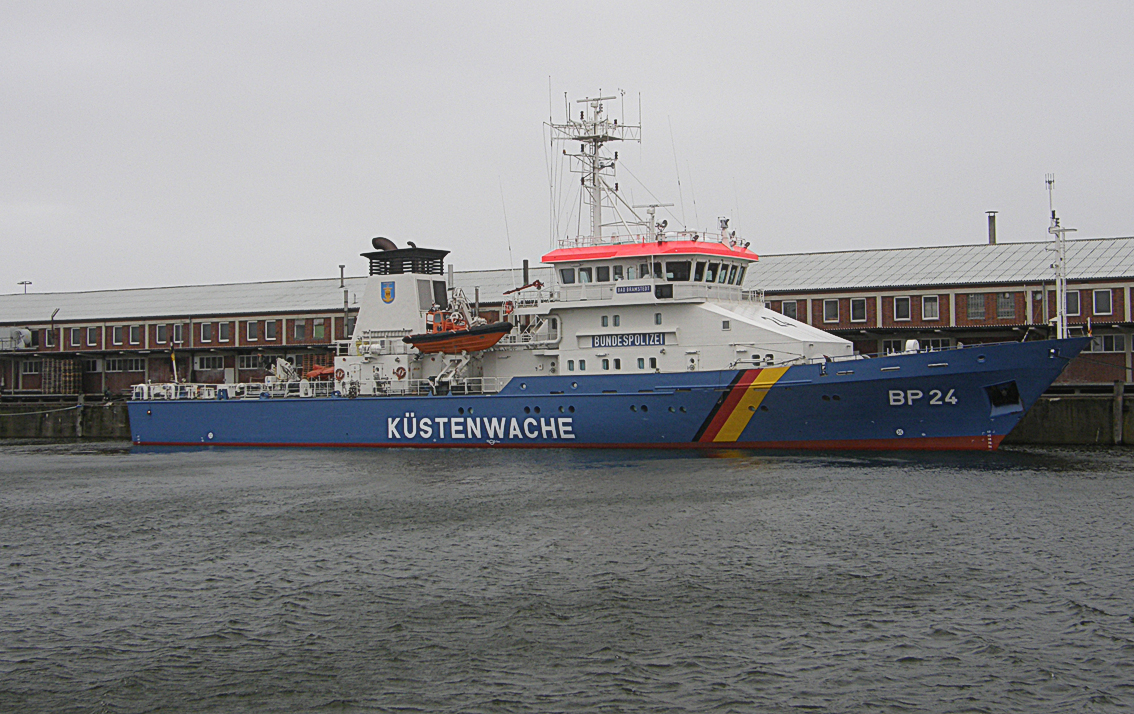
BP 24 Bad Bramstedt
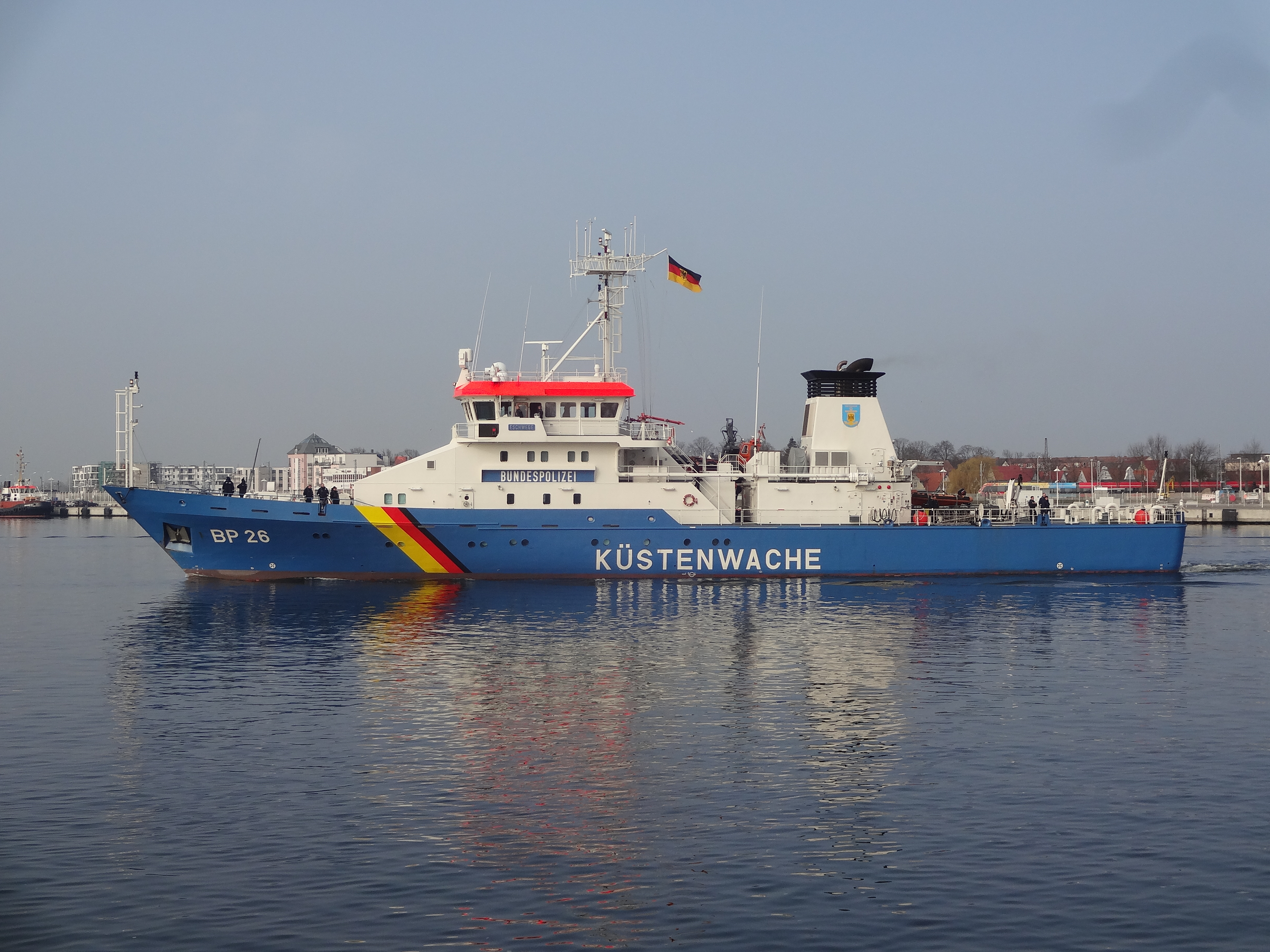
BP 26 Eschwege
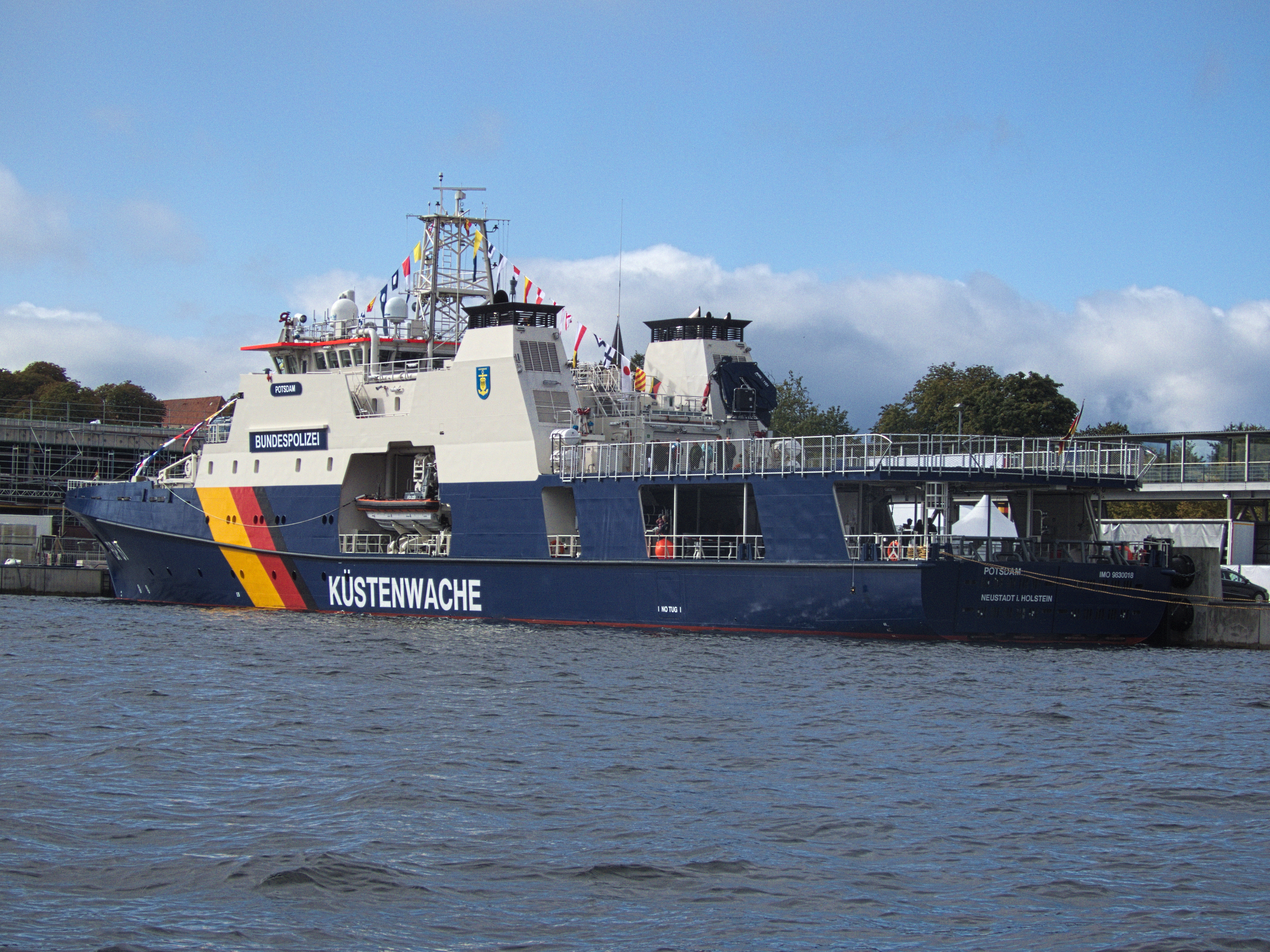
BP 81 Potsdam

#### Patrouillenboote
Die Patrouillenboote Altmark, Börde, Prignitz, Rhön 2 und Uckermark kommen vor allem in küstennahen Gewässern der Ostsee zum Einsatz.
Seit dem 1. März 2016 überwacht die Bundespolizei See mit den Booten Uckermark und Börde im Rahmen eines Frontex-Einsatzes die griechisch-türkische Seegrenze in der Ägäis bei Samos. Sie retteten in den ersten zwei Jahren ihres Einsatzes über 3400 Menschen aus Seenot und nahmen dabei 27 Schleuser fest.
| Kennung | Name      | Rufzeichen | Typ                        | Indienststellung | Liegehafen |
| ------- | --------- | ---------- | -------------------------- | ---------------- | ---------- |
| BP 61   | Prignitz  | DBGQ       | Kontroll- und Streifenboot | 2006             | Rostock    |
| BP 62   | Uckermark | DBGR       | Kontroll- und Streifenboot | 2007             | Rostock    |
| BP 63   | Altmark   | DBGS       | Kontroll- und Streifenboot | 2007             | Cuxhaven   |
| BP 64   | Börde     | DBGT       | Kontroll- und Streifenboot | 2007             | Lubmin     |
| BP 65   | Rhön 2    | DBGU       | Kontroll- und Streifenboot | 2008             | Cuxhaven   |

### Diensthunde und -pferde
Die Bundespolizei verfügt über 491 Schutz- und Sprengstoffspürhunde, die unter anderem an Flughäfen und Bahnhöfen im Einsatz sind. Hinzu kommen 24 Pferde der Reiterstaffel in Stahnsdorf bei Berlin.

## Nachwuchsgewinnung
Im Rahmen ihrer Nachwuchskampagne Mit Sicherheit vielfältig setzt die Bundespolizei ein Werbekonzept ein, das potentielle Bewerber mit einer Darstellung der bundespolizeilichen Einsatzbereiche für einen Einstieg bei der Bundespolizei begeistern soll. Als Informationsplattform unterhält die Bundespolizei die Karrierewebsite www.komm-zur-bundespolizei.de, die Informationen zu den Einsatzbereichen und Laufbahnen bei der Bundespolizei und Bewerbern Informationsmaterial über das Auswahlverfahren bietet. Im Mai 2018 wurde das Online-Bewerbungsverfahren auf der Website implementiert. Im Blog der Karrierewebseite werden Erfahrungsberichte über Auswahlverfahren, Ausbildung und Dienst veröffentlicht sowie Termine zur Einstellungsberatung und zum Bewerbungsprozess.
Die Bundespolizei nutzt die sozialen Netzwerke Instagram und Facebook. In der Youtube-Serie „Im Einsatz mit…“ auf dem Youtube-Kanal Bundespolizei Karriere und im Podcast „Funkdisziplin“ werden die Aufgaben der Bundespolizei sowie Themen wie Bewerbungsverfahren, Ausbildung und Dienstalltag behandelt. Auch Veranstaltungen wie „Fit wie ein Bundespolizist“ oder „Coffee with a Cop“ dienen der Nachwuchsgewinnung.

## Mitarbeiterzeitschrift
Das Bundespolizeipräsidium gibt die Mitarbeiterzeitschrift Bundespolizei kompakt heraus, die zweimonatlich erscheint und auch online im Dateiformat PDF zugänglich ist. Die Zeitschrift erschien 2022 im 49. Jahrgang. Die Redaktion befindet sich in Potsdam.

## Kritik
Die Abschiebepraxis der Bundespolizei wird von einigen Menschenrechts- und Flüchtlingsgruppen wie etwa Pro Asyl seit Jahren kritisiert. In die Schlagzeilen gelangte 1999 der Tod von Aamir Ageeb, der bei einer Abschiebung an Bord eines Lufthansa-Flugzeuges starb.
Im Jahr 2013 erhielt die Bundespolizei den Big Brother Award für „diskriminierende und rassistische Identitätsfeststellungen und körperliche Durchsuchungen im Zuge verdachtsunabhängiger Personenkontrollen“. Kritiker werfen der Bundespolizei vor, dass sich Beamte strukturell rassistisch verhielten. Von 2009 bis 2013 listeten die Bundespolizeidirektionen 57 Fälle auf, in denen sich Betroffene oder Zeugen beklagten, dass Menschen aufgrund ihrer ausländischen Herkunft oder ihrer Hautfarbe von Bundespolizisten diskriminiert worden seien. Dies passiere häufig bei Kontrollen in Zügen oder an Bahnhöfen. Die Bundesregierung erläuterte ihren Standpunkt zur „Problematik des Racial Profiling und anlasslosen Kontrollen der Bundespolizei im Jahr 2015“ im April 2016 im Deutschen Bundestag.
Im Jahr 2015 ermittelte die Staatsanwaltschaft gegen einen Bundespolizeibeamten der Dienststelle Hannover wegen zweier Fälle von Übergriffen auf inhaftierte Ausländer in der Gewahrsamszelle. Der Polizist wurde vom Dienst suspendiert. Im April 2016 stellte die Staatsanwaltschaft das Verfahren ein. Die umfangreichen Ermittlungen hätten keine strukturellen Probleme auf der Wache aufgedeckt. Wegen anderer Delikte erhob die Staatsanwaltschaft Anklage gegen den Beamten. Aktivisten der Menschenrechtsorganisation Pro Asyl sahen in den beiden Fällen einen Beleg für institutionellen Rassismus bei der Bundespolizei. Ursache seien militärische Struktur und Korpsgeist der Bundespolizei, die eine systematische interne Aufklärung der Vorwürfe verhinderten. Seit 2015 gibt es eine teilselbständige Institution in der Bundespolizei, die Dienstvergehen außerhalb der Befehlshierarchie verfolgt.
Laut einem Zeitungsbericht von 2011 sollen Bundespolizisten im Auftrag der EADS Beamte der saudischen Polizei vor Ort in der Bedienung von Geräten zum Grenzschutz ausgebildet haben. Kritiker sehen darin eine unzulässige Vermischung privatwirtschaftlicher Interessen und hoheitlicher Aufgaben.